# 閘門

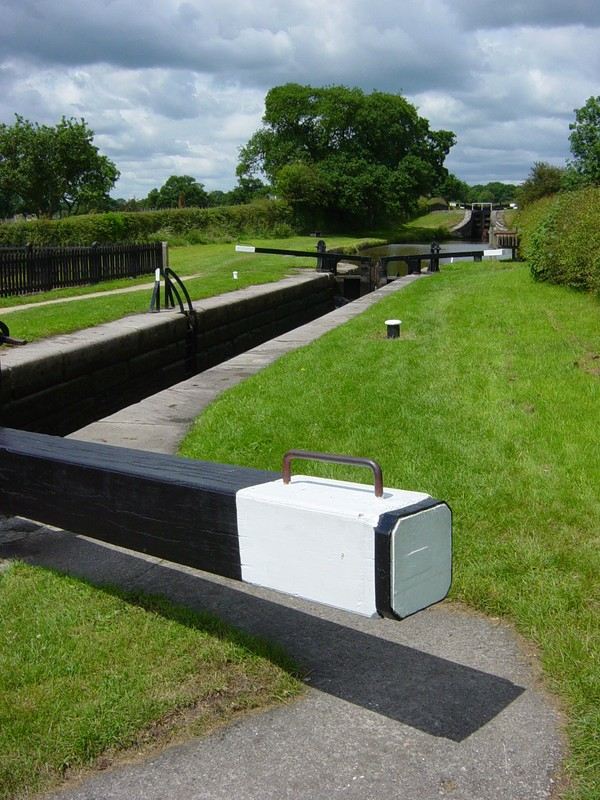
イングランドにある閘門

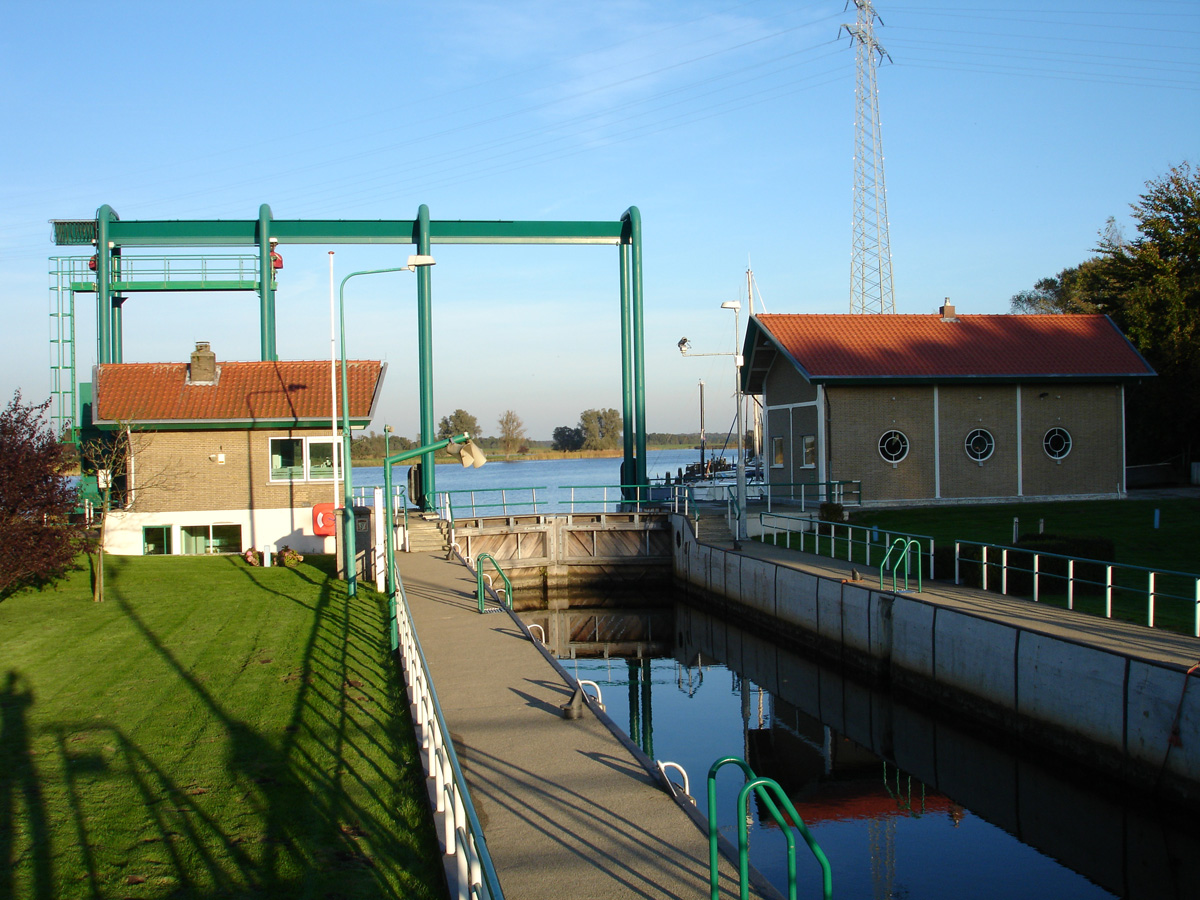
オランダ、北東ポルダーにある閘門

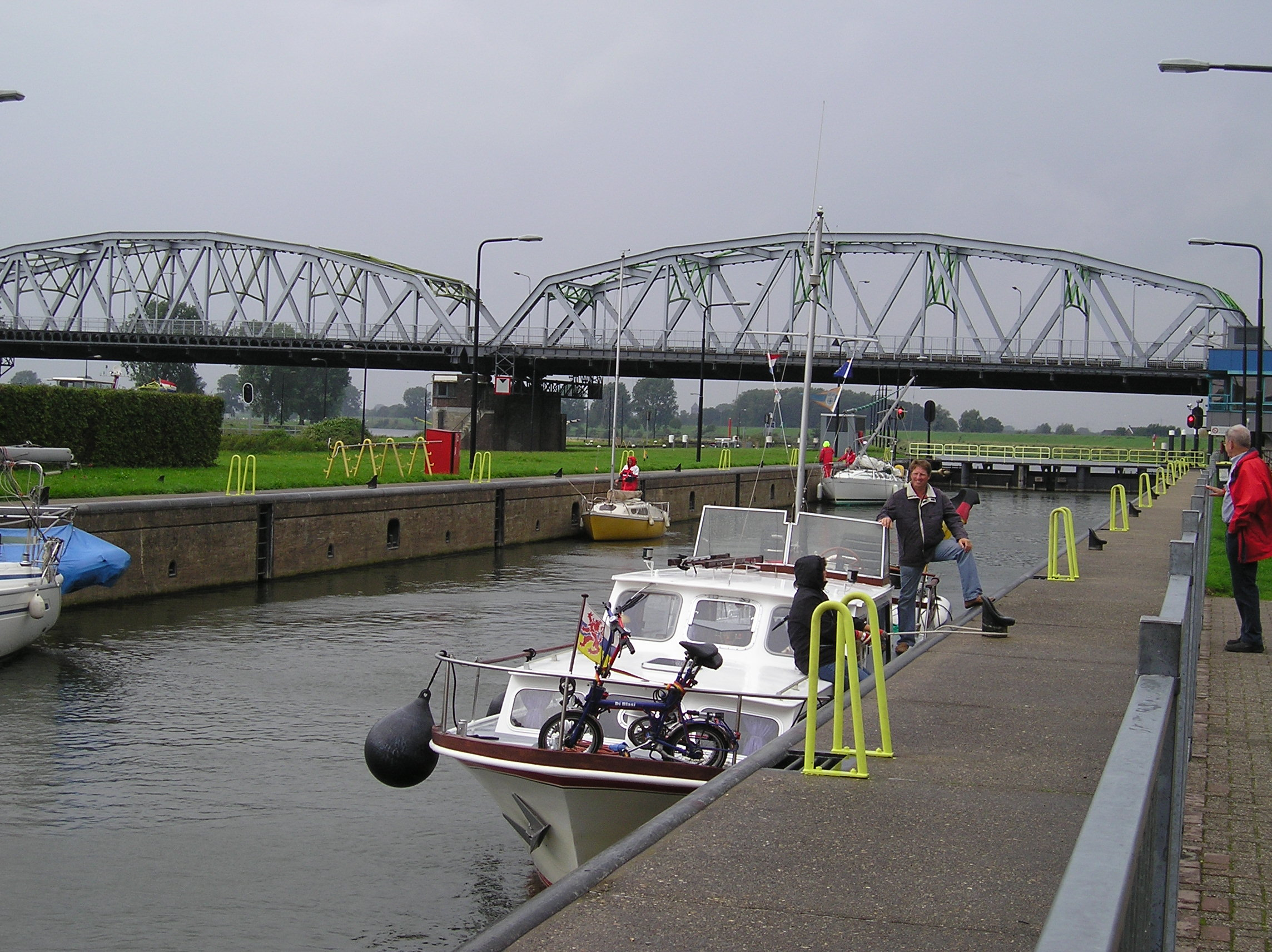
オランダ、Graveにある閘門と水門の複合施設

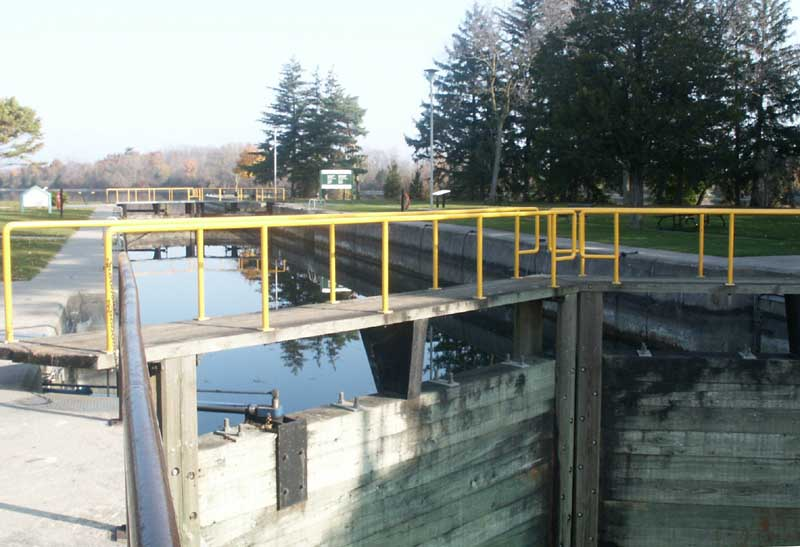
カナダ、オンタリオ州にあるトレント-セバーン水路（Trent-Severn Waterway）第一閘門

閘門（こうもん、英語: Lock）は、水位の異なる水面をもつ河川や運河、水路に設けられる船を通航させるための施設。異なる水位間に水位が変化しうる一区画を設けて区画内の船を上下できるようにした設備を水閘、水閘を区画するための界壁を閘門という場合もある。

## 水閘と閘門
上下の異なる水位間を船が航進する方法の一つが水閘で、水閘は異なる水位間に水位が変化しうる一区画を設け、その中に船舶を進めて水を出し入れすることで一方の水位に合わせて上下するようにした設備をいう。水閘は両側壁と閘底からなる。この水閘を区画するための界壁を閘門という。

### 水閘の種類

#### 有室閘
上下2つの異なる水位間に閘室と呼ばれる区画を備え、閘室の前後に隔壁となる閘門の類を有し、閘室内の水位を上下させて外側の水位と等しくすることができる水閘を有室閘という。

#### 船渠単閘
船渠に使用される水閘の一種で、船渠外の水位が船渠内の水位よりも高い場合には閘門を開放して自由に船が出入りできるようになっているが、その他の場合には船渠内の水位を保つために閘門を閉鎖しておくもの。有室閘の前室に相当するもののみで、閘室と後室が欠けている構造で、船の出入りが頻繁でない船渠の場合に用いられる。一対の閘門で高低の水位を隔離するものを単床閘（単閘）といい、船渠内の水位を保つための船渠単閘も単床閘（単閘）だが、水位が内高外低のときは閉鎖し、外高内低のときは開放しておく。

#### 潮閘
堤防の樋門と同じく外側に向かってのみ閉鎖できるもので、稀に高水位となるときのみ閉鎖され、その他のときは常時開放しておくものを保障閘または潮閘という。外海の高潮を遮断するための潮閘も、一対の閘門で高低の水位を隔離する単床閘（単閘）で、水位が外高内低のときは閉鎖し、内高外低のときは開放しておく。

#### 二重有室閘
有室閘の両端に二対の閘門を備えているもので、高水位がいずれかにあっても差し支えなく自在に通行できるようにしたものを二重有室閘という。

#### 階閘
落差が大きい場合に水閘を連続して階段状に配置したもので、上の水閘の後部閘門が下の水門の前部閘門となっているものを階段水閘または階閘という。

#### 並行閘
水閘を並べて設置する場合を並行閘といい、パナマ運河も並行式の水閘である。

#### その他の水閘
その他特殊な形状の水閘に、扇状閘や釜状閘、水槽に船を浮かべて昇降する槽閘がある。

### 基本的な構成
単に水閘というときは有室閘をいう。有室閘には3つの要素がある。
閘室
閘室は船を収容して水位を上下させる部分で、運河の上流側と下流側をつなぎ、1隻あるいはそれ以上の船を収容するために十分な大きさがある。
閘門扉
閘門扉は閘室の両端に設置されて、運河区と閘室を区分する水門の一種である。2枚に分割された扉でできていることが多い。船が閘室に出入りする際に閘門扉が開けられ、閉じられると防水構造となる。閘門扉が設置されている部分を扉室と呼ぶ。
給排水装置
閘室に必要に応じて水を入れたり出したりする装置。上流側と閘室、閘室と下流を結んで水を出し入れする構造で、扉（バルブ）が設置されており自由に水の流れを制御できるようになっている。扉は伝統的にはラック・アンド・ピニオンの機構により手動で上げ下げされるパネルであった。大きな閘門ではポンプを用いることもある。ただし、基本的に上流側から下流側へ水を流すだけで運用できるので、必ずしも動力による揚水は必要ではない。

### 動作原理
下流から上流へ向かって船を航行させる場合には、以下のような手順を採る。
1. 閘室内の水位が下流側と同じになっていない場合は、閘室と下流側をつなぐ給排水装置の扉を開いて、閘室内の水を下流側へ排出し、水位を下流側と同じにする。
2. 下流側の閘門扉を開いて船を閘室に入れ、閘門扉を閉じる。
3. 上流側と閘室をつなぐ給排水装置の扉を開いて、上流側から閘室に水を流し込み、水位を上流側と同じにする。
4. 上流側の閘門扉を開いて船を出す。

上流から下流へ向かって船を航行させる場合は、この逆の手順を採る。どちらの向きに航行するときでも、閘室内の水位を上流側に合わせるときは水を上流側から閘室内に注ぎ込み、閘室内の水位を下流側に合わせるときは水を閘室内から下流側に排出する。したがって常に水は高いほうから低いほうに流れるので、動力による揚水の必要はなく、給排水装置の扉を開閉するだけでよい。
通常の閘門における水の給排水速度は、水位にして1 - 3 cm/s程度に設計され、それより速いと船の動揺の問題が起きる。一般的な閘門では、閘門扉を開きまたは閉鎖するためには0.5分程度、船が閘門に入るためには6分程度、閘門から出るためには5分程度、給排水には5分程度、その他に9分程度かかり、合計すると1隻の船が通過するために26分程度となる。これは閘門扉の形状や給排水装置の能力、周辺の水路の設計などにも依存する。また、下流側から船が来たのに閘室内の水位が上流側になっている場合は、まず水位を低下させる必要があるので、その分の待ち時間も増えることになる。このことを考えると、上下の船が交互に閘門を通航するのが最も効率が良くなる。

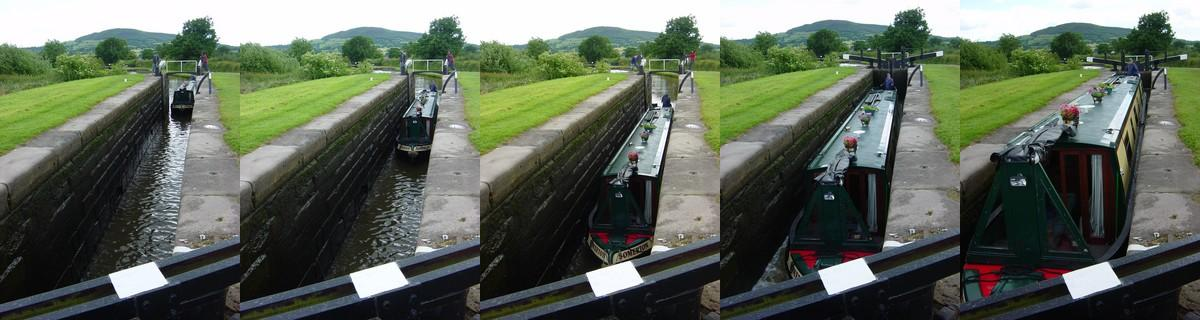
閘門の運用
1-3. 空の状態の閘室に船が入る
4. 下流の閘門扉と給排水装置の扉が閉じられ、上流側の給排水装置の扉が開けられて閘室に水が入り始める
5. 閘室が水で満たされて船が上流側の水位まで持ち上げられる

| 水位の高い方への移動: | 水位の高い方への移動:                        |        | 水位の低い方への移動:                        | 水位の低い方への移動: |
| 1–2.                  | 閘室へ入船                                   |        | 8–9.                                         | 閘室へ入船            |
|                       |                                              |        |                                              |                       |
|                       |                                              |        |                                              |                       |
| 3.                    | 下の閘門扉を閉める                           | 10.    | 上の閘門扉を閉める                           |                       |
| 4–5.                  | 上側から水を入れて閘室の水位を上げて合わせる | 11–12. | 低い方へ水を出して閘室の水位を下げて合わせる |                       |
| 6.                    | 上の閘門扉を開ける                           | 13.    | 下の閘門扉を開ける                           |                       |
| 7.                    | 船が閘室から出る                             | 14.    | 船が閘室から出る                             |                       |

## 水閘の構造
簡単のため、この節では閘室の両端に閘門扉を備えた、基本的な方式の閘門について説明する。後の節でその派生形を説明する。
図に一般的な閘門の平面図および断面図を示す。図のAとCが扉室と呼ばれる部分で、Bが閘室と呼ばれる部分である。この例では扉室にはそれぞれマイターゲートが備えられている。この図では左側が上流となっており、このため左側に山形になるように扉が組み合わせられている。これは水圧が扉を押し付けて閉じられるようになっているからである。Aの方を前扉室あるいは上流扉室、Cの方を後扉室あるいは下流扉室と呼ぶ。
閘門扉が閉じられたときに、水密を保ち扉を支えるために、底から飛び出している図中cの部分を閘門閾と呼ぶ。また前扉室と閘室の間の底にdで示す段差があり、この部分を階壁と呼ぶ。閘門扉が開いたときにこれを収めるeで示す壁の窪みを戸袋と呼ぶ。hで示した上流側と下流側の水位差を閘程あるいは揚程と呼ぶ。この閘門の有効長は、aからbまでの距離で与えられる。また有効深さは水面から閘門閾までの深さで決定され、これを閾深と呼ぶ。

### 閘室
閘室（こうしつ）は閘門の主要部分で、船を収容して閘室内の水位を上下させるようにできている。石や煉瓦、鋼鉄、コンクリートなどで造られた防水構造の囲いで、両端が閘門扉によって運河区から区切られている。
閘室の大きさは、運河の設計で想定された最大の船舶の大きさに少しの動きの余裕を考えたものになっていることが多く、また時には一度に多くの船を通せるようにするためそれより大きく造られていることもある。通航する船に対して閘室有効長は運河用で3 - 10 m程度、河川用で4 - 10 m程度、閘室有効幅は運河用で0.2 - 1.5 m、河川用で0.3 - 1.5 m程度、深さは運河用で0.2 - 1.0 m程度、河川用で0.3 - 1.0 m程度の余裕をみる。また閘門上に橋を通したり、閘門扉を引揚扉にする場合などは、最高水位に対して4 - 4.5 m程度の余裕を持った高さに設置する。閘室内では船はとてもゆっくり進行するので、深さの余裕は運河区に比べて少なくてもよい。閘室の建設費用に最も影響するのは深さで、それに比べると長さや幅は大きく取りやすい。しかしむやみに大きな閘室にすると、1回の船の通航で消費する水の量が多くなるという問題がある。
閘室の側面は側壁と呼ばれ、擁壁と同様の構造になっている。垂直な側壁を建設すると用地を節約でき、また1回の通航で消費する水を少なくできるが、圧力や重量に耐える頑丈な構造にする必要がある。傾斜した側壁にすると構造は簡単になるが、用地を多く必要とし1回の通航で消費する水が増加する。側壁には船の衝突に備えて防舷材を設置することがある。また船を陸上から引いて移動させることがあるので、曳舟道として側壁に段をつけることがある。これが特に大きくなると、パナマ運河のように機関車による牽引となる。他に側壁には閘室内の船舶との連絡などのために梯子か階段が設置される。

#### 階壁

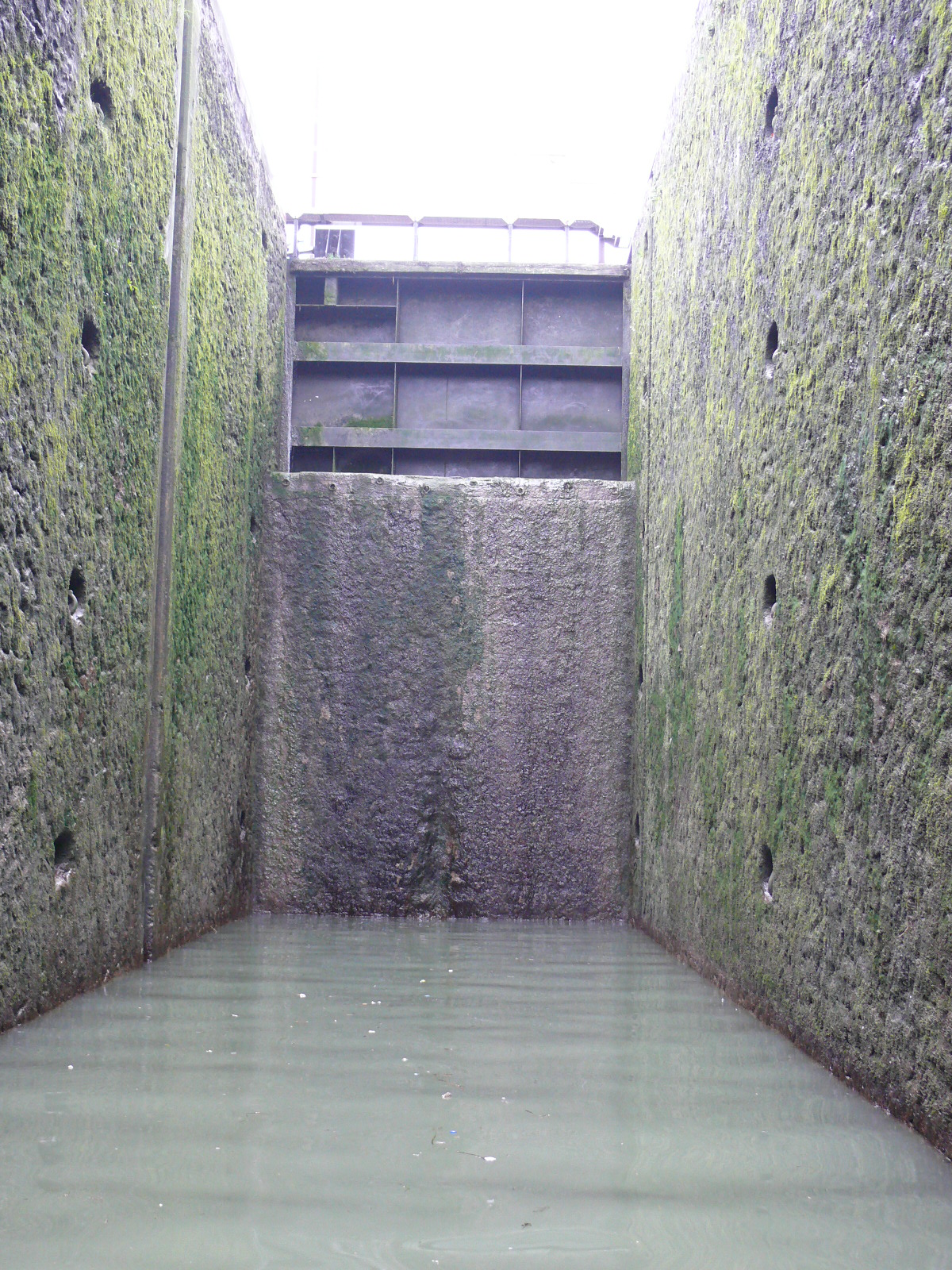
フランス、パリのCanal Saint-DenisにあるPont de Flandre閘門で露出した階壁

前扉室の内側下部から閘室内へ狭く水平な張り出しが出ており、この部分の壁を階壁（かいへき）と呼ぶ。階壁は前扉室の底の部分が閘室側に露出しているものである（右の写真を参照）。船の端をこの張り出しに乗り上げさせることは、閘室内の水を抜く時に起きる危険の1つであるので、張り出しの先端の位置が白い線で閘門の脇に描かれている。張り出しの先端部分はカーブを描いていて、中央部分より両端部分が前へ張り出している。閘室の有効長はこの部分から、後扉室の閘門扉の可動範囲までとなる。

### 扉室
扉室（ひしつ）は、閘門扉を設置して開閉させる土台になる部分である。閘門扉としてマイターゲートを使用するものでは、扉室の底にある閘門閾とゲートの回転部分を支える側壁の部分に強い力が働くので、それを考慮した頑丈な構造とする必要がある。引揚扉を使用する場合は、この部分に門形の塔を立ててゲートを上下させる機構を構成する。この重量を支えるために基礎を強固にする必要がある。また給排水のための暗渠とそれを操作するゲートが設置されることもある。

### 閘門扉
閘門扉（こうもんぴ）は上流区と下流区から閘室を仕切る防水構造の扉である。閘門の材質には木製や鋼製などがある。
また、閘門の構造には斜接門扉と特殊門扉があり、後者には単旋門扉、起伏門扉、滑動門扉、回旋浮函、自在浮函、昂上門扉、没入門扉、象眼門扉、跳開門扉などがある。
- 斜接門扉 - 門扉の一端に垂直な軸があり、これを中心に扉が回転し、両門扉は中心の水閘軸で縦に斜接する[20]。「水閘の構造」の図参照。斜接門扉には扉の両面が直線のもの、扉の上水位側がわずかに孤形で下水位側が直線のもの、扉の両面が孤形のものがある[20]。
- 単旋門扉 - 斜接門扉の扉が一方にのみあるもので、応力の分布や開閉装置の構造が簡明である[20]。ただし幅の広い水閘の場合には工費が高くなる[20]。
- 起伏門扉 - 下端に軸があり起伏して開閉するもので、応力の分布がわかりやすく、閘程が小さいものであれば工費も少なくできる[20]。ただし床部に窪みが必要なため泥土が沈殿すると除去が容易でない[20]。
- 滑動門扉（滑扉） - 側壁内に扉袋を設け、扉を引き入れたり引き出したりして開閉する[20]。
- 回旋浮函 - 単旋門扉と同じく縦に軸があり回転するが、全体が門扉ではなく浮函になっている[20]。水閘に用いられる浮函は、側壁または渠底に付けた溝または戸当たりに接続して沈めることで水密にしている[21]。
- 自在浮函 - 自在に動かせるようにした浮函[20]。
- 昂上門扉 - 上方に上げることができるようにした門扉だが、帆船が通航するような場所では不適当とされる[22]。
- 没入門扉 - 水中に没入する形式の門扉[23]。
- 象限門扉 - 単葉門扉の真中に縦軸があり回転する形式の門扉[23]。門扉の真中に軸があって左右両翼が回転して開閉するため開閉する幅は閘幅の半分である[23]。
- 跳開門扉 - 跳ね橋（跳開橋）のように地平軸のある門扉[23]。

最も一般的に用いられるのはマイターゲート（mitre gate、斜接扉または合掌扉）と呼ばれ、イタリアのPhilippe Marie Viscontiによって1440年に発明されたものである。マイターゲートは垂直方向に回転軸があり、閉じると両側の扉が上流方向に対して山形に角度が付いた状態で合わさり、わずかな水位差でも水圧によって閘門扉がきっちりと閉じられるようになっている。これにより、隙間から水が漏れてくることを防ぎ、また水位差が付いている時に閘門扉が開いてしまうことも防げるようになっている。閘室が上流区と同じ水位になっていないときは上流側の閘門扉は完全に閉じられ、閘室が下流区と同じ水位になっていないときはなっていない時は下流側の閘門扉は完全に閉じられている。つまり通常の運用では、閘室の両側を同時に開けることはできない。
マイターゲートは構造が簡単であるため閘門扉として最も広く用いられてきた形式であるが、閘程が大きくなると水密を完全に実現できないこと、扉室に扉の回転軸の圧力がかかること、常に水中にある可動部が存在して保守に手間が掛かること、土砂が堆積すると開閉が不完全になること、地盤の不等沈下に弱いこと、給排水時間が長くかかることなどの数々の欠点もある。また潮汐があるなどで水位の高い側が逆転することがあると、マイターゲートは開いてしまって用を成さなくなるので、反対方向を向けたマイターゲートも設置しなければならなくなり建設費用が高くつく。
閘門扉として引揚扉（スライドゲートまたはローラーゲート）を用いることもある。引揚扉は扉を垂直に上に持ち上げて開ける構造で、持ち上げるために扉室には門形の塔が建設されている。複数枚の板を組み合わせて扉を構成することもあり、これは塔の高さを低く抑えるために用いられる。引揚扉を利用すると、扉室の長さを短くすることができて、これにより水も節約することができる。マイターゲートより水密を保ちやすく、またマイターゲートのように回転軸に掛かる力が扉室に働かないので側壁の構造を単純にできる。潮汐があっても1枚の扉で済む。さらに扉を完全に水上に引き揚げることができるので、点検や保守を楽にできるといった利点がある。一方引き揚げ用の塔を建設する費用がかかり、また扉を引き揚げる高さが船の高さを制約するという欠点がある。

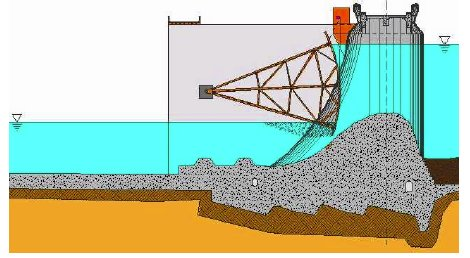
テンターゲートの構造図

テンターゲート（ラジアルゲート、セクターゲート、扇形扉）は回転軸が水平方向にあり、円弧状の扉を回転させて開閉するもので、構造が簡単で丈夫であり、応力的に安定であるといった利点があるが、閘門扉としては水面からのクリアランスを確保しづらいため用いられる例は少ない。シャッターゲート（フラップゲート）は扉室の床に水平方向に回転軸があり、開いているときは床に扉体が寝かされており、閉じるときにこれを引き起こす構造のもので、側壁に大きな力が掛からないという利点があるが、回転部分が常に水中にあって補修が困難で、また船が竿をさして通航するときはこれによってゲートが損傷してしまう危険が大きいという問題がある。浮戸は大きな1枚の扉を水に浮かせて移動させる構造のもので、扉室の脇に大きな戸袋を造ってそこに引き込むことで開ける。戸袋のために扉室が大きくなる欠点があるが、ドックや大型の海洋運河の閘門などで採用されることがある。回転セクターゲートという、垂直に回転軸があって横に回転して水路を仕切る閘門扉もあり、イングランドでは、リッブル・リンク (Ribble Link) の海側の閘門と、ライムハウス・ベースン (Limehouse Basin) のテムズ川へ通じる閘門で使われている。かなり巨大なものとしてはロッテルダムの洪水防止用のものがある。
上流・下流の閘門扉の種類が違っていることもある。マイターゲートの閘門扉のうち一方だけが引揚扉に置き換えられることもある。例えばサルターヘッブル閘門 (Salterhebble Locks) では、最下流側の閘門の下流側の閘門扉のバランスビームの動作する空間が、橋の拡幅によって制限されることになったため引揚扉に置き換えられた。ニーン川 (River Nene) では、多くの閘門がこの配置となっており、洪水の時には上流側のマイターゲートを開け、下流側の引揚扉も開けた状態にして、閘室がオーバーフロー対策の水門として機能するようにしている。

#### 開閉装置

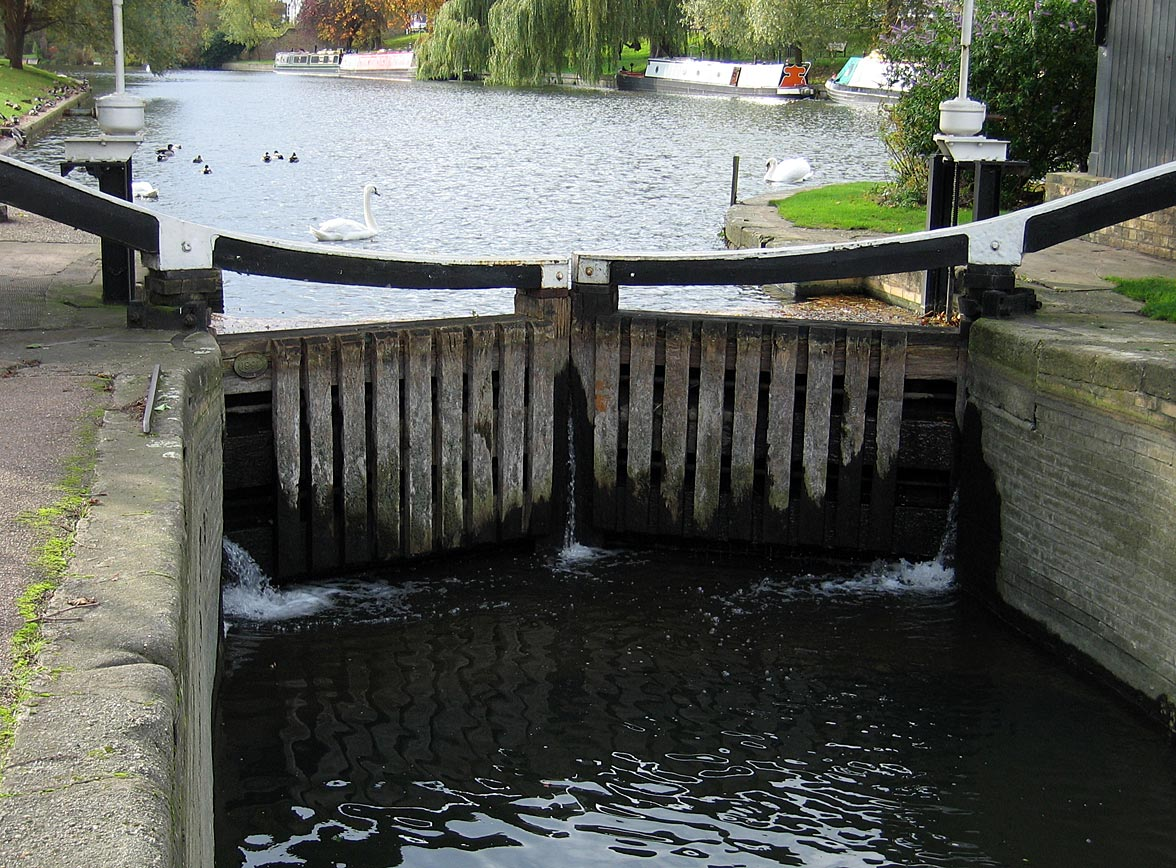
前扉室の閘門扉、開閉桿と給排水用扉の巻き上げ装置が見えている

開閉装置（かいへいそうち）は、閘門扉を開閉する装置である。古くから人力によりマイターゲートの開閉が行われてきた。近年では電力や蒸気力、水力などの駆動装置によるものが一般的で、特に電力を利用したものが多い。動力駆動装置があるものでも、予備として人力で開閉できるようになっていることが一般的である。マイターゲートの開閉には、ゲートの上部に開閉桿（かいへいかん）という棒を取り付けて、これに鎖を巻き取る装置や歯車を使って回転させる装置などを組み合わせて、人力または動力によってこれを駆動するようになっている。引揚扉の場合は上からワイヤーで扉を吊るしており、これを巻き上げ、巻き降ろして開閉する。扉の重量を相殺するカウンターウェイトが反対側についていて、少ない力で動作できるようにされていることが一般的である。
人力でマイターゲートを開閉する場所では、バランスビームが取り付けられている場合がある。これは曳舟道の上を通り陸側から伸びている長い腕である。重い閘門扉を開閉するためのてことなるだけでなく、閘門扉を簡単に開閉できるように閘門扉の重量の釣り合いを取っている。

### 給排水装置
給排水装置は、上流区から閘室に、あるいは閘室から下流区に水を流すための装置である。
閘門扉に穴が開けられていて、この部分に別の扉をつけて開閉できるようにすることで水を給排水する構造のものは、構造が単純であり古くから利用されてきた。しかし閘室内に流れ込む水が船を動揺させる問題がある。また閘門扉の構造上、一定以上の大きさの穴を開けることができないので、給排水に時間が掛かる。ただし、後述する暗渠を設けることによって構造物の強度問題が発生することを避けるために、新しい大型の閘門において水勢を弱める機構を取り付けて採用される例がある。しかし水流が渦をなすことになるため、閘門扉や閘室の底の強度を確保しなければならない。水勢を弱める機構と組み合わせるときは、引揚扉については上下流両方に採用することがあるが、マイターゲートについては下流側のみに採用するのが普通である。
現代の閘門で一般的に広く使用されているのは閘渠（こうきょ）を利用した方式である。これは扉室と閘室の側面または底面に暗渠を設置して、その途中に給排水用扉を設けて開閉し給排水するものである。閘室内の暗渠の口は、給水時にも排水時にも兼用する設計が普通である。船の動揺を抑えるために、閘室の側面に多数分散させて閘渠の口を設けることで、水の勢いを分散させるように設計することもある。閘室の底にも閘渠の口を配置するとさらに勢いを抑えることができるが、工事が複雑になり工費が高くつくという問題がある。閘渠の断面は一般に矩形かその上部をアーチ状にしたものとなっている。
閘門扉として引揚扉を用いた閘門では、引揚扉をわずかに開けることで給排水するものがある。この場合水の勢いを弱める設備が必要とされる。閘渠を用いないため、側壁の構造を単純にできる。
水の流入・流出は通常重力式であるが、とても大きな閘門ではポンプを使ってスピードアップしていることもある。

#### 給排水用扉
閘門扉の給排水口あるいは閘渠には、給排水を制御するための扉が付けられている。この扉には引揚扉やテンターゲート、回転ゲートなどが一般に用いられる。

#### 巻き上げ装置
リーズ・アンド・リバプール運河では、異なる種類の巻き上げ装置が多数ある。パドルの上部に取り付けられた、ねじを通された棒を水平で大きな蝶ネジを回すことによって開けるようになっているものがある。他には長い木製の棒を持ち上げて、閘渠を塞いでいる木板を操作するようになっているものもある。これはジャック・クラフス (jack cloughs) と呼ばれている。下流側の閘門扉のパドルには、一般的な垂直に持ち上げるものではなく、水平なラチェットによって木板を横にスライドさせるものもあった。これらの多くの特異なパドルは次第に「近代化」されて、稀なものになってきている。コールダー・アンド・ヘッブルナビゲーション (Calder and Hebble Navigation) では、コールダー・アンド・ヘッブル・ハンドスパイクと称する長さ3フィートほどの棒を、地面の高さに水平の軸を持った穴付き歯車に繰り返し挿し込んでは回すことでパドルを操作するようになっているものがある。モンゴメリー運河 (Montgomery Canal) の一部分では、底のパドルが側面パドルの位置で操作できるようになっている。閘門扉の脇を迂回して閘渠が閘室内に通じているのではなく、運河の底に埋められた閘渠を通じて水が流れるようになっている。このパドルは水平にスライドする。

### その他の関連施設
閘門の側壁には、船が係留するために必要な設備があるほか、防衝材をつけて側壁への衝突を防いでいる。
閘門を利用する船舶に合図するために、扉室付近に信号装置を取り付けることがある。また現在の水位を示すための量水標が取り付けられていることもある。夜間にも船舶を通航させるときは、照明設備が設置される。

## 閘門の種類

### 各部の配置による分類
閘門は各部の配置によって、単扉室閘門、複扉室閘門、複式閘門、階段式閘門、並列閘門に分類することができる。

#### 単扉室閘門
単扉室閘門（たんぴしつこうもん）は、扉室が閘室の片側に1個あるのみで、閘室内部がドックになっているものである。水位差のある水路間を航行する目的ではなく、海や河口付近の港に設けられ、潮汐による水位差の影響を受けずに船の貨物扱いなどを行えるようにするものである。

#### 複扉室閘門
複扉室閘門（ふくひしつこうもん）は、単扉室閘門に対して言う言葉で、閘室の両側に1つずつの扉室を持つ通常の閘門を指す。

#### 複式閘門

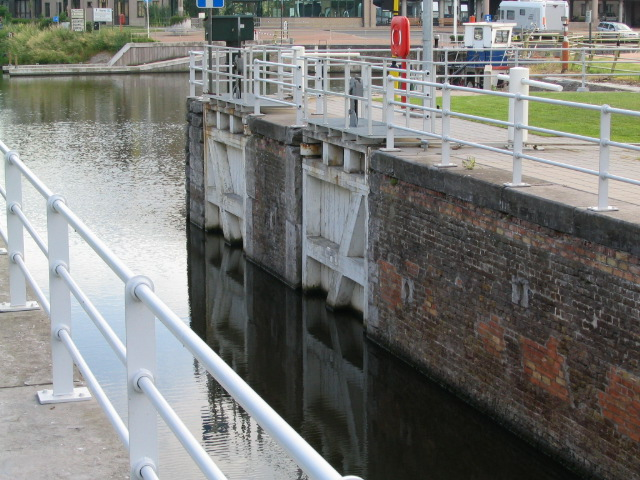
ベルギー・VeurneのNieuwpoort - Duinkerke運河にある、潮汐のある閘門の閘室の一端にある複式閘門扉

複式閘門（ふくしきこうもん）は、海の潮汐や水位が変わることがある川に運河が合流するなどにより、閘門の両側での水位差が逆転することがある場所に設けられる閘門である。閘門扉として多く用いられるマイターゲートは水位の高い側に向けて設置する必要があり、水位が逆転すると扉が開いてしまい用を成さなくなる。そのため反対側を向けたマイターゲートも設置しなければならない。通常と水位差が逆になったときに船の通航を中止するならば、どちらか一方の扉室に逆向きのマイターゲートを追加して備えればよい。水位差が逆になったときも船の通航を続けたいときには、両方の扉室に2対のマイターゲートを必要とすることになる。このとき、外側の扉室を外扉室、内側の扉室を内扉室と呼ぶ。閘門扉として引揚扉を使用する場合は扉を増やす必要はないが、双方向から水圧がかかることに備えた設計をする必要がある。

#### 並列閘門
並列閘門（へいれつこうもん）または双閘（そうこう）は、2つの閘門を横に並べて建設したものである。船の通航量が多くて1つでは捌ききれない場合などに設置される。閘室の側壁を共用にすることで建設費を抑えることができる。並列化することで、混雑時の待機時間を短くしたり、自分にとって都合のよい状態になっている閘室を見つけやすかったりする。また2つの閘門を異なる大きさで建設することで、小さな船を通航させるために大きすぎる閘門を使って水を無駄遣いすることを避けることもできる。

#### 階段形閘門

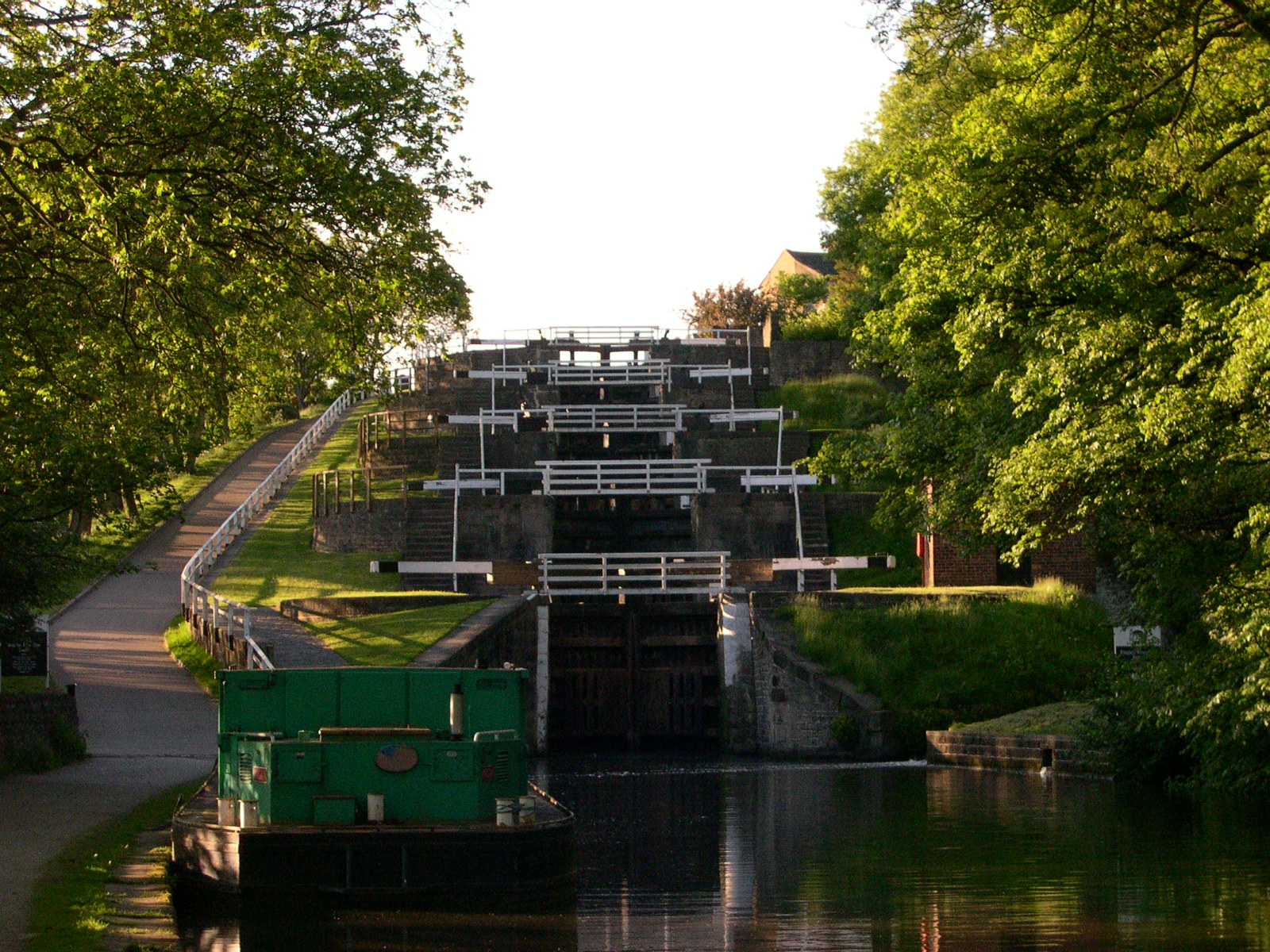
リーズ・リヴァプール運河のビングリーの 5 段の階段形閘門 (:en:Bingley Five Rise Locks)

階段形閘門（かいだんがたこうもん）は、大きな閘程を実現するために複数の閘門を直列に並べて、上流側の閘門の後扉室が下流側の閘門の前扉室を兼ねるようにしたものである。

### 設置場所による分類
閘門には河川等の運河に設ける閘門と港湾に設ける閘門がある。内地運河と海船運河を問わず運河に付属する水閘を運河閘、河川の堰に設けるものを河閘、潮汐の影響を免れるために設けるものを海閘ということもある。

#### ストップ・ロック

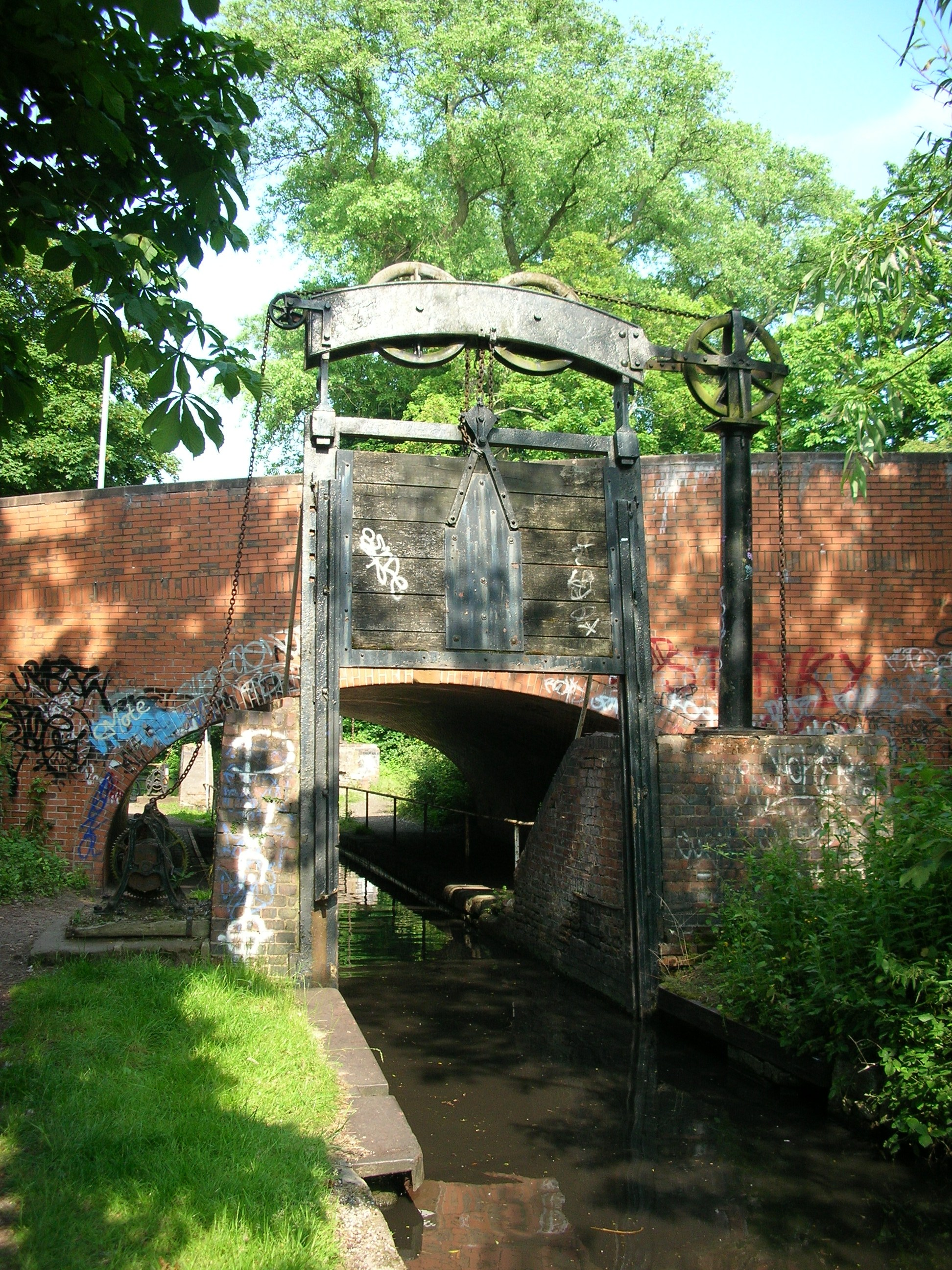
バーミンガム、キングス・ノートン (Kings Norton) にある、ストラットフォード＝アポン＝エイボン運河 (Stratford-upon-Avon Canal) とウースター・アンド・バーミンガム運河 (Worcester and Birmingham Canal) の接続点にあるリフォード・レーンギロチンゲート

ストップ・ロック（stop lock、「遮断閘門」）は、2つの異なる互いに競合する運河の交点に建設されて、水が流出してしまうのを防ぐ、とても小さな落差の閘門である。
イギリスの運河網が競争的だった時代には、既に存在する運河会社は新しい隣接運河が接続することを拒否することがよくあった。このためにバーミンガムのウースター・バー (Worcester Bar) では、ほんの1フィートしか離れていないのに競合運河の船へ貨物を積み替えなければならなかった。
既存の運河会社が新しい運河との接続に利点を見出したり、新設の運河会社が設立認可の法案に接続を必須とする条項を押し込むことに成功したりして、運河が接続されることになると、既存の会社は水源を守り、あるいは場合によっては拡張しようと考え始める。通常、交点では新しい側の運河は既存の運河より高い位置になるように指定された。新旧運河の水位差がわずか数インチであっても、ストップ・ロックと呼ばれる閘門が必要とされた。なぜなら、新しい運河から既存運河へ水が流れ出し続けるのを防ぐ必要があるからである。この閘門は新設の会社の管理下に置かれ、当然ながら新設運河側が上流になっている。これにより新しい運河の水源を守るが、しかしながら必然的に船が通航するたびに既存の運河会社に閘門1杯分の水を差し出すことになる。水が過剰な時には当然ながら既存運河に対して水を連続的に流したままにする。
水位が変化するために常に新設運河の水位が高いことが保証できない場合には、既存会社も同じようにストップ・ロックを、独自の管理下で自分の運河側が上流になるような向きで建設し、新設運河の水位が下がった時には閉鎖するようになっていた。これにより、互いに異なる向きになっている閘門が連続して現れることになる。マックルスフィールド運河の南端が、先に存在していたトレント・アンド・マージー運河のホール・グリーン支線 (Hall Green Branch) に合流するキッズグラブ (Kidsgrove) 近郊のホール・グリーン (Hall Green) に例がある。ストラットフォード＝アポン＝エイボン運河 (Stratford-upon-Avon Canal) とウースター・アンド・バーミンガム運河 (Worcester and Birmingham Canal) の間のキングス・ノートン接続点 (Kings Norton Junction) の4つの閘門扉を持つストップ・ロックは、どちらの水位が高くても水を遮断するギロチンロックの組み合わせに1914年に置き換えられた。これらのゲートは国有化に伴って常時開けた状態にされている。
1948年の国有化後、多くのストップ・ロックは撤去されたり、単独の閘門扉に改造されたりした。ホール・グリーンのストップ・ロックは残ったが、単独の閘門となった。トレント・アンド・マージー運河の頂点にある水路の水位が、ヘアカッスルトンネルの水面上の高さを改善するために下げられて、マックルスフィールド運河より常に低いことが保証されたため、余分の閘門は撤去された。ホール・グリーン支線は現在ではマックルスフィールド運河の延長であると考えられるようになっており、トレント・アンド・マージー運河とヘアカッスルトンネルの北側出口のすぐ近くにあるハーディングス・ウッド接続点 (Hardings Wood Junction) で合流する。
新しい運河の側が高く、というルールは鉄則ではないことは注意しなければならない。例えば、1835年に建設されたバーミンガム・アンド・リバプール運河（Birmingham and Liverpool canal、現在はシュロップシャー・ユニオン運河 (Shropshire Union Canal) の一部）が、1772年に建設されたスタッフォードシャー・アンド・ウーセスターシャー運河に合流するとても浅いオーサーリー合流点 (Autherley Junction) などがある。水路に関するニコルソン・ガイドによれば、シュロップシャー・ユニオン運河側から来る船は、より古いスタッフォードシャー・アンド・ウーセスターシャー運河に入る時に閘門を上る方向に通過するので、新しい運河であるシュロップシャー・ユニオン運河の方が船を通過させるたびに閘門1杯分ずつの水を受け取ることになる。しかしながら、両方の閘門扉を同時に開けることもできるくらい水位差はとても小さいので、得られる水はとても少量である。

#### ドロップ・ロック
ドロップ・ロック（drop lock、「降下閘門」）は、高さの低い橋のような障害物の下を船が通過する間だけ運河の短い区間の水位を下げておくような目的で使われる。使われていなかった運河を修復する際に、運河が使われなくなってから建設された構造物を取り除いたり持ち上げたりすることが不可能であったり高くついたりして、かつ運河の経路変更が不可能なような場合には、ドロップ・ロックを使うことに検討の余地がある。
ドロップ・ロックは2つの通常型閘門を、排水池側を下にして配置したものか、あるいは1つの長い排水池を備えた閘室を持った閘門で構成されている。正式には後者の方がドロップ・ロックである。ドロップ・ロックの両端は同じ水位なので、この閘門の中の水を抜くためには閘室内から水をより下流の川や運河へ流しだしてしまう他ない。あるいはより水の消費を少なくするためには、汲み上げて元の運河に戻す必要がある。2つの閘門を持った方式では、バイパス排水管を造って遮られている区間を迂回して水を流し、より下流の閘門に水を供給できるようにする必要がある。単一閘門タイプでは、閘門内を水で満たして、使わない間は閘門扉を開けたままにしておくことでこれを実現できる。
多くの場所でドロップ・ロックの考えが提唱されてきたが、世界で唯一実際に建設されたドロップ・ロックはスコットランドのフォース・アンド・クライト運河 (Forth and Clyde Canal) のダルムア (Dalmuir) にあるものである。この単独閘門タイプのドロップ・ロックは運河の修復に際して、交通量の多い道路にあった跳ね橋が頻繁に使われて交通を妨害するという批判に応えて、跳ね橋を固定橋に取り替えることを可能にするために導入された。閘門の排水はポンプで行うことができるが、かなりの電気を使うので、水の供給量が十分な時は近くの川に水を流しだすことで排水している。このページでドロップ・ロックの操作の様子の一連の写真を見ることができる。同じようなものが、ドロイトウィッチ運河 (Droitwich Canal) の一部区間の復旧に際して建設される予定である。

#### フラッド・ロック
フラッド・ロック（flood lock、「洪水閘門」）は、川に接続された水路を洪水から守るためのものである。通常、川から運河が分岐する地点に建設される。通常の川の水位では、閘門扉は常に開けた状態になっており、運河の水位は川の水位と共に上下する。
運河の安全上の限界を超えて川の水位が上昇すると、川の水位が下がるまで閘門扉が閉鎖されて閘門となる。これは通常の閘門であるので、水位差があっても運河から洪水になっている川へ（あまり賢明なことではないが）船を乗り出すことができ、また逆に洪水になっている川から運河へ船を避難させることもできる。
運河が同じ川の2箇所をつないでいる航行用水路である場合には、フラッド・ロックは運河の上流側に設置され、下流側には通常の閘門が設置される。
単なるフラッド・ゲートとして使われているフラッド・ロックは、修理しなければ機能しなくなっていることが多い。実際の商業目的に使われていない水路のように、洪水が起きている川に船を出し入れするような目的に費用を投じる必要がない水路では、外側の閘門扉だけが洪水に際して閉鎖されることが多く、その場合内側の閘門扉はすぐに保守されなくなって動作しなくなる。例としてはコールダー・アンド・ヘッブル・ナビゲーションがあり、ボート・ガイドにはフラッド・ロックと記載されているが、単に洪水を防ぐ目的にのみ使われており、洪水が起きている時に船を出し入れするために使うことはできない。

#### フラッド・ゲート

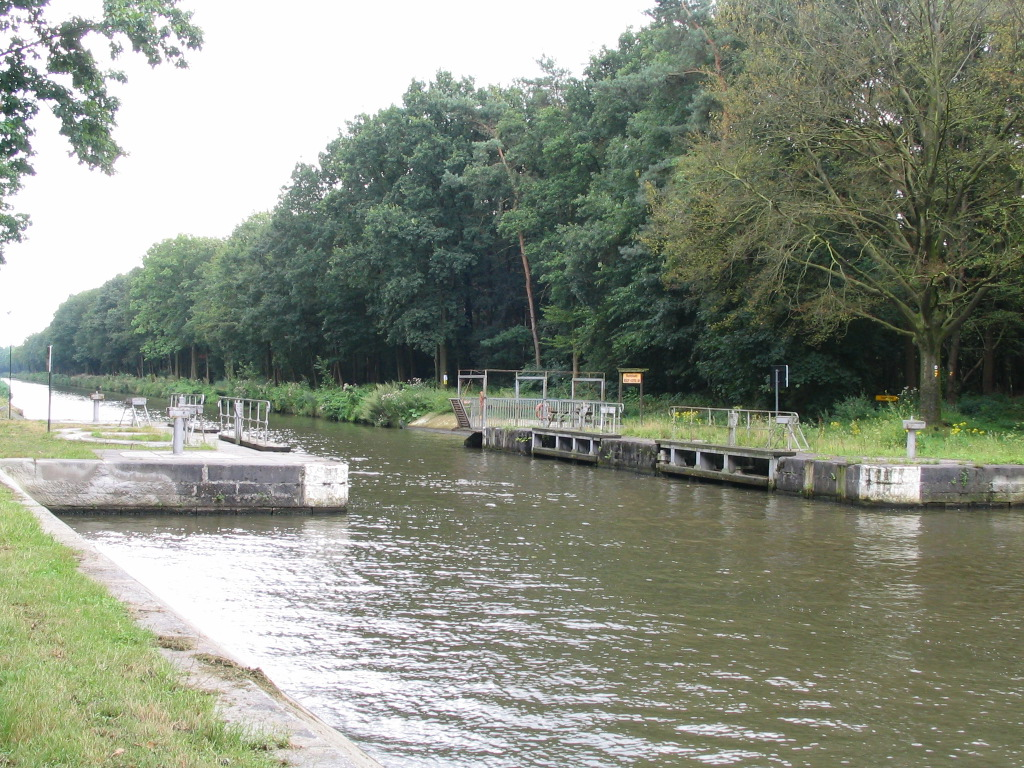
ベルギー、Schoten-Dessel運河にある双方向フラッド・ゲート

フラッド・ゲート（flood gate、「洪水閘門扉」）、あるいはストップ・ゲート (stop gate) は、フラッド・ロックより安価な同等物である。1つの閘門扉だけがあり、川の水位が高くなると閉鎖されて船の通航はできなくなる。これはフランスの内陸水路では一般的である。フラッド・ゲートは長い運河を複数の区間に分割する目的に使われたり、あるいは堤防が決壊した時に運河の水位より低い周辺地域に浸水することを防ぐために使われたりする。長い築堤や高架水路の両端によく見られる。こうした閘門扉は、開閉棹を備えておらず運河の水位よりちょっと高い程度なので、しばしば見落とされる。

#### シー・ロック

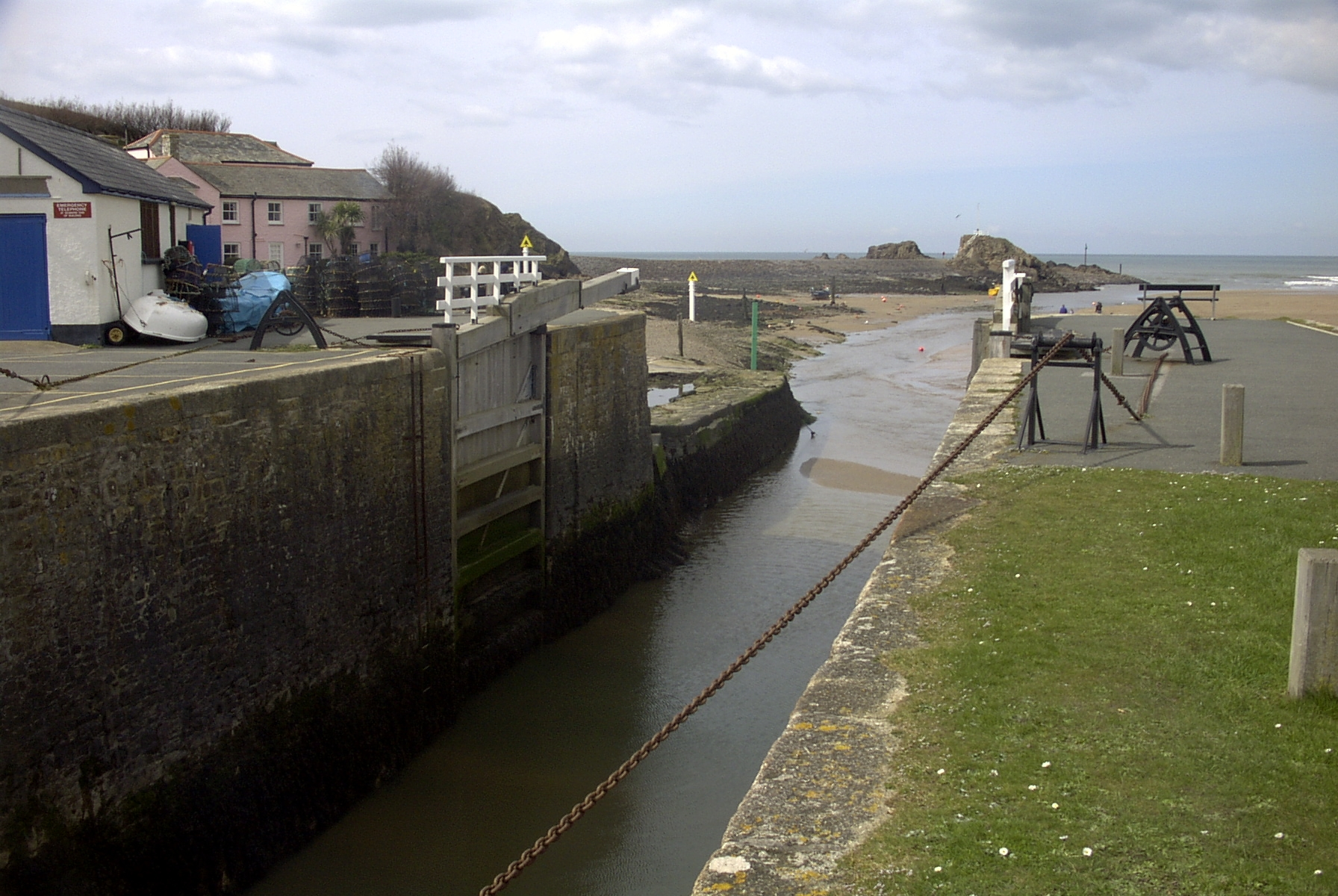
コーンウォール、ブード (Bude) にあるシー・ロック

運河や川を直接入り江や浜と接続しているのがシー・ロック（sea lock、「海洋閘門」）である。シー・ロックは全て潮汐がある。

#### タイダル・ロック
タイダル・ロック（tidal lock、「潮汐閘門」）は、潮汐のある水域とない水域を結ぶ閘門である。これには、潮汐のある川とない川の間のもの、潮汐のある川と運河の間のもの、シー・ロックなどがある。しかしながら、普通はこの言葉は潮汐の状態によって運用に影響があるような閘門のことを特に指す。例としては、
- 運河と川が合流する地点で、川の方が常に水位が低い場合。必要とされるのは通常の閘門で、運河側を上流とする。潮が満ちていて船が下流側の閘門扉を通過できる時は通常通り運用される。潮が引いて閘門が使えなくなると、閘門扉は閉鎖されて運河に水を留める逆向きのフラッド・ゲートになる。この配置はシー・ロックでも使われる（例: ブード運河 (Bude Canal)）。
- 通常は運河より水位が低い川に運河が合流するが、満潮の時や雨の後など、川の方が水位が高くなることがある場合。閘門扉のうち1つは双方向に機能するように建設される。運河より川の方が水位が高くなると、通常の閘門扉は開いてしまうが、追加した閘門扉が閉鎖されて運河を守り、また川との航行は停止される。機能的にはフラッド・ゲートである。
- 上と同様であるが、川の方が水位が高い時であっても航行できるもの。閘門は両端の閘門扉とも双方向に設計されており、川の水位が通常のどの段階にあっても船を通すことができる。川の水位が非常に高く、あるいは低くなって航行に不適切な時は、閘門扉が閉鎖されて航行は停止される。

## 運河に設ける閘門

### 閘程
閘程（こうてい）あるいは揚程（ようてい）は、閘門によって実現される水位の差のことである。イングランドの運河にある閘門の中でもっとも揚程が大きいのは、ケネット・アンド・エイボン運河 (Kennet and Avon Canal) にあるバス閘門 (Bath Locks) と、ロッチデール運河 (Rochdale Canal) にあるトゥエル・レーン閘門 (Tuel Lane Lock) で、およそ20フィートある。文献により正確な高さに差があるため、どちらがより大きなものであるかを保証することはできない。どちらの閘門も2つの閘門の組み合わせとなっており、交差する道路の変化に応じて運河が修理された時に組み合わされたものである。もっとも閘程の大きい建設された当初のままのイングランドの閘門はトレント・アンド・マージー運河 (Trent and Mersey Canal) にあるエトルリア・トップ閘門 (Etruria Top Lock) か、オックスフォード運河 (Oxford Canal) にあるサマートン・ディープ閘門 (Somerton Deep Lock) であると考えられ、どちらも14フィートほどの閘程がある。こちらについても文献により差があり、特にエトルリア閘門は地盤沈下に対処するために次第に深くなってきているため、どちらがより閘程が大きいかを確定することはできない。イングランドにおける典型的な閘程は7から12フィート程度で、それより低い閘門も見かけられる。

#### 運河区
2つの閘門間の運河の水平な部分を運河区という。また、ある閘門にとってそこから上流側にある運河区を上流運河区あるいは単に上流区、上区といい、下流側にある運河区を下流運河区あるいは単に下流区、下区という。閘門により船は上流運河区と下流運河区の間を移動する。

#### 水位
英語においては、閘室が上流側と同じ水位にある時にフル (full) といい、下流側と同じ水位にある時にエンプティ (empty) という。保守作業などのために閘室から完全に水が抜かれている状態もエンプティという可能性があるが、この状態に対する混乱を招かない表現はドレインド (drained) である。

#### ターニング・ア・ロック
英語でターニング・ア・ロック（turning a lock、「閘門を回す」）とは、フルの閘門をエンプティにする、あるいはエンプティの閘門をフルにするということを指す。

#### ロック・ムーアリング
ロック・ムーアリング（lock mooring、「閘門繋留」）は、上流へ向かう船が閘門に進入する時によく使われる方法である。船が閘門扉のところに来た時に片側のよどみに向けて船を進め、閘門内の水の量が減少するにつれて水流により船がよどみから閘門扉の正面へと押し出される。これにより、閘門扉の正面に船を正確に誘導する苦労をしなくて済むようになる。

### 水利用
閘門を使うことの主な問題は、1回の満水-空水のサイクルを繰り返すごとに、閘室1杯分の水（何万ガロンから何十万ガロンにもなる）が下流に放流されることである。簡単に言えば、ちょうど船に適した大きさの閘門を持つ運河で、船が最上流部から最下流部へ航行する際には、その船旅に閘室1杯分の水を伴っていることになる。反対方向へ航行する船もまた、閘室1杯分の水を上流側から下流側へ移動させる。運河が干上がってしまうのを防ぐためには、水が下流に放流されていく速度で常に水を運河最上流部へ補給できることを何らかの手段で保証しなくてはならない。これは当然ながら、河川水運に比べると分水界を越える人工的な運河により大きな問題となる。

#### 設計
運河を計画する際には、設計者は最高地点に大きな貯水池か、異なる水源から水を導く人工水路、湧き水や川ができるだけくるように試みる。

#### 汲み上げ
水の消費量に見合う自然の水補給量が得られないことが明らかな場合や、予想外の干ばつに備えるために、設計者は水を上流部へ汲み上げられるように計画することがある。当然ながらこうした対策は、設計の失敗が明らかになったり、予想以上の交通量の増加があったり、雨が不足したりといった場合に後から取られる事もある。より小規模には、このような汲み上げがある特定の場所で行われる。ケネット・アンド・エイボン運河では水を常にリサイクルしている閘門がある。

#### 節水装置
| 節水装置の概念（左）船が閘門を下る場合（右）船が閘門を上る場合 |  | 節水装置の概念（左）船が閘門を下る場合（右）船が閘門を上る場合 |
| 節水装置の概念（左）船が閘門を下る場合（右）船が閘門を上る場合 |  |                                                                |

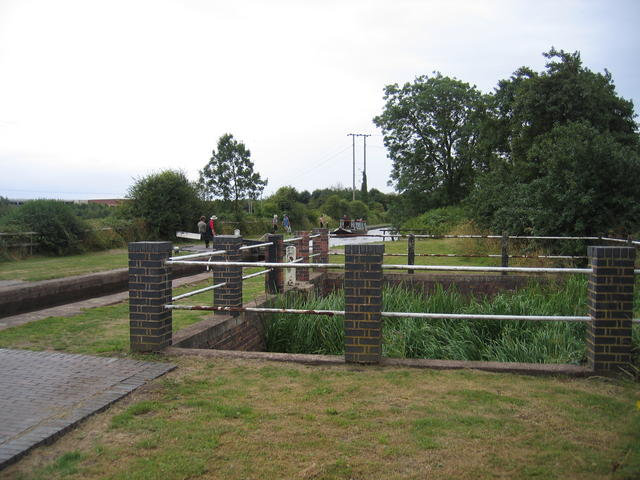
コヴェントリー運河 (Coventry Canal) のエイサーストーン (Atherstone) にある使われなくなった節水装置の池

水を節約する単純な方法としては、閘門の数を増やすことが挙げられる。しかし閘門ごとに船と閘門の操作が必要なため、通過に要する時間が増える。これに代えて採られる方法が、閘門の上流区と下流区の中間に節水装置（節水池、節水槽）と呼ばれるため池を造ることである。このため池は、船が下流に向かう時に吐き出される水を蓄え、次に船が上流へ向かう時に閘室へ吐き出す。これにより1回の充排水サイクルで水が下流へ放流される量を減らすことができる。
右の図では節水装置の水の流れを示している。この閘門には節水装置のため池が3つあり、上からA、B、Cとなっている。船が上流から下流へ向かう場合、これらのため池は空の状態である。閘室に船が入り、閘室内の水を下流へ流すときに、まず図の1の部分の水をAに流し込み、水位が下がってくると次に2の部分の水をBへ、さらに3の部分の水をCへ流す。最後の4と5の部分は下流区へ放流する。この後下流から上流へ向かう船が来たときには、Cのため池の水をまず閘室内に流し、続いてBの水を、そしてAの水を流し込む。最後の1と2の部分にだけ上流区からの水を入れる。これによってこの例では、1回のサイクルで必要とされる水を5分の2に減少させることができる。この過程でも常に水は上から下へ重力にしたがって流れるのみで、揚水は必要としていない。池の形状は浅くて広いことが望ましいため、英語ではbasin（浅い池、水盤）と呼ばれる。

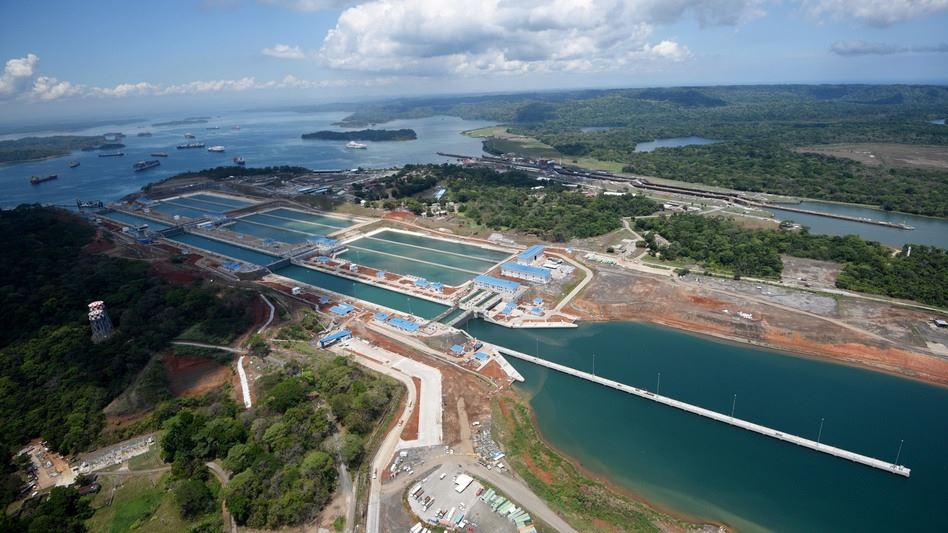
パナマ運河アグア・クララ閘門。中央左寄りの池が節水槽。

例を挙げると、1919年から1928年に掛けてドイツ、ハノーファーに建設されたヒンデンブルク閘門 (Hindenburg-lock) では、全長225メートルの2つの閘室を持ち、1回の充排水サイクルで42,000立方メートルの水を消費する。10個のため池を持つ節水装置を使うことにより、10,500立方メートルの消費量で済むようになる。2016年竣工のパナマ運河新閘門では、節水装置により約6割の水が再利用され、一隻通過時の消費水量の7%が節約される。
イングランドの運河では、このため池はサイド・パウンド (side pound) と呼ばれ、これを操作する装置はしばしば赤く塗られている。これが有名な言葉、「赤の後に白を使えば大丈夫、白の後に赤を使うとあなたは死ぬ」 (Red before white, you're alright; white before red, you're dead) の元になっている。ただしこの言葉にある「死ぬ」ということは、機構自体の本質的な問題を指しているのではなく、（水を浪費してしまうことで）閘門管理者の怒りを招くということを指している。中間の運河区が短いフライト・ロックの中には、運河区が空になってしまわないように保証するため池とするために、脇に運河区を延長してあるものがある。この拡張された中間運河区は、しばしばサイド・パウンドと混同される。

### 非常に大規模な閘門
世界最大の運河閘門は、ベルギー、アントウェルペンにあるBerendrecht閘門である。全長500メートル（1,640フィート）、幅68メートル（223フィート）、閘程13.5メートル、4つの引揚式閘門扉を備えている。閘門のサイズは、設計上の運用閘程の違いを考慮せずに比較することはできない。例えば、ローヌ川のBollène閘門は最低23メートルの閘程があり、アゼルバイジャンのオスケメン閘門は42メートルの閘程がある。閘門の総水量は長さ×幅×閘程で計算される。階段形閘門はなされる有効な仕事に対して必要とされる総水量を削減するために用いられる。有効な仕事は、船の重量と持ち上げられる高さに関係している。船が下がる時には、消費された水が失った位置エネルギーが考慮される。閘門の代替物としては、アンダートン船舶昇降機 (Anderton Boat Lift) や、ベルギーのStrépy-Thieu boat liftなどでは、水の消費を主要なエネルギー源としては用いず、電動機によって駆動されて水の消費を最小限にするように設計されている。
ミシシッピ川にある29の閘門は、典型的には600フィート（180メートル）の長さで、一方タグボートと艀の組み合わせは、15隻の艀と1隻のタグボートで全長1,200フィート（360メートル）にもなる。この場合、一部の艀を切り離して閘門に入れて、閘門の弁を部分的に開けることで水流を作り出して動力のない艀を閘門から押し出し、後から閘門を通過してくるタグボートと艀の組み合わせと再結合するという手順で通過する。通過に1時間半ほどの時間が掛かる。

### ハイラム・M・チッテンデン閘門
2004年11月、ハイラム・M・チッテンデン閘門（Hiram M. Chittenden Locks）の1つが、下に示した写真のように保守のために完全に空にされた。これは閘門の底の不透明な水のない状態で閘門の仕組みを見るよい機会となった。参考として、一番左の写真は、タグボートと砂や砂利を載せた艀が閘門扉の開くのを待っている、運用中の閘門を示している。この写真の左下には、閘門扉が開いた時に扉の収まる窪みが側壁に見られる。
この閘門には3組の閘門扉があり、閘門の両端に1つずつと中央に1つあり、閘門の長さ全部を必要としない時は中央のものを使うことで水を節約することができる。左から2番目の写真には底を歩いている人が映っており、この閘門の巨大さが分かる。閘門扉の写真には、底の両側に沿って閘渠の口が一列に並んでいるのが見える。閘門に重力によって流れ込み、流れ出す水はこの給排水管を通っている。閘門を満たし、あるいは空にするためには15分ほど掛かる。

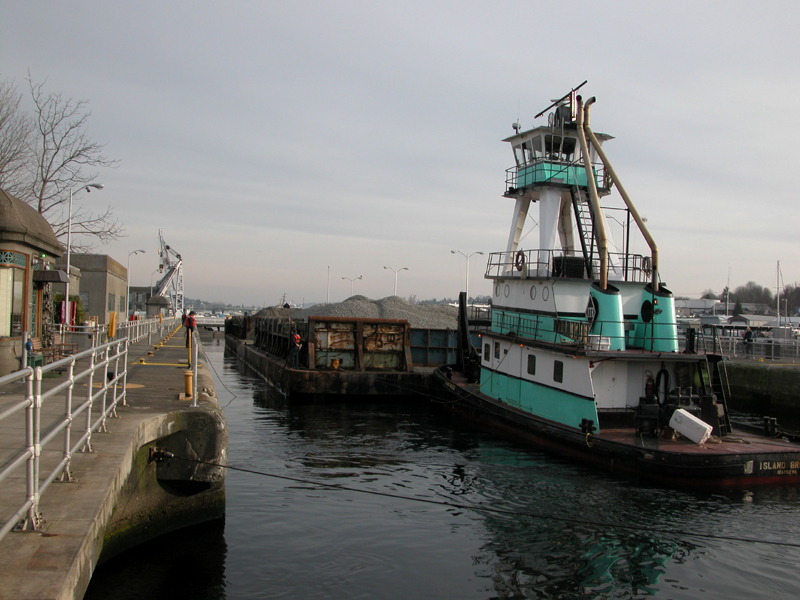
タグボートと艀が通航中の満水状態のハイラム・M・チッテンデン閘門
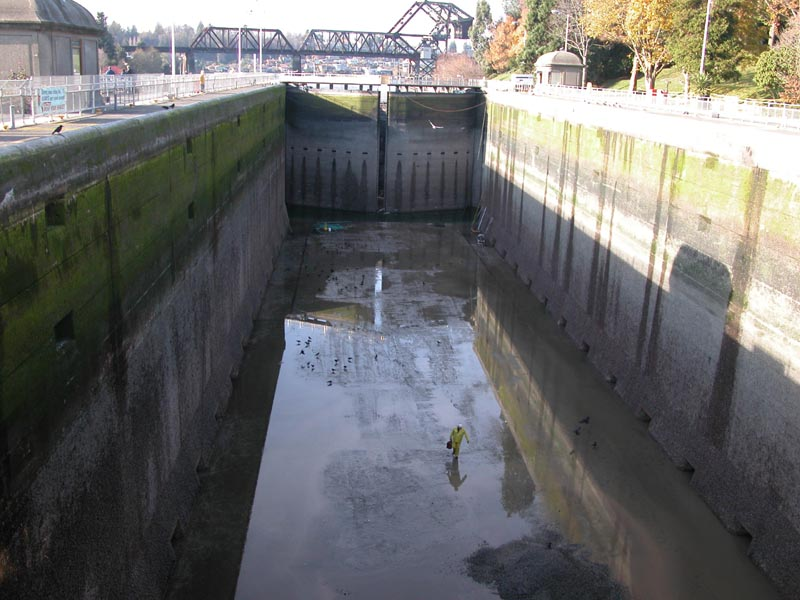
保守のために空にされた閘門、下流側の閘門扉
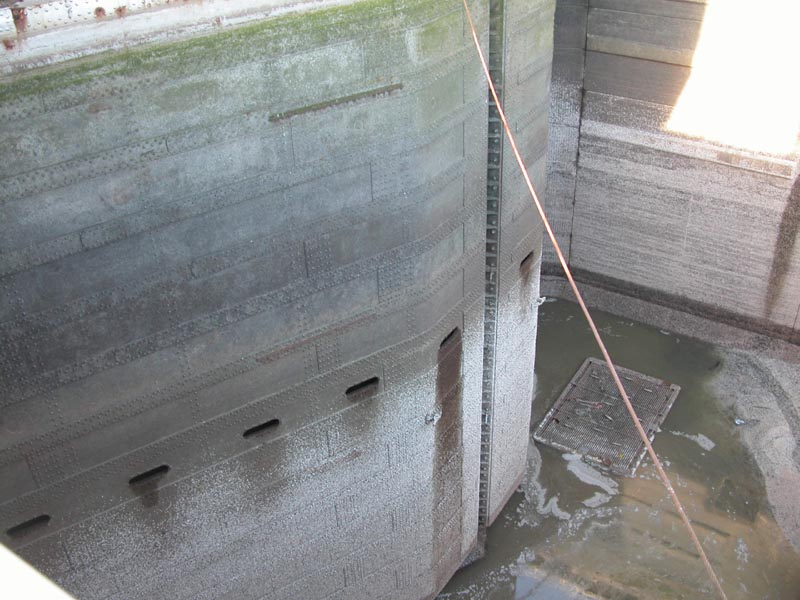
保守のために空にされた閘門、中央の閘門扉
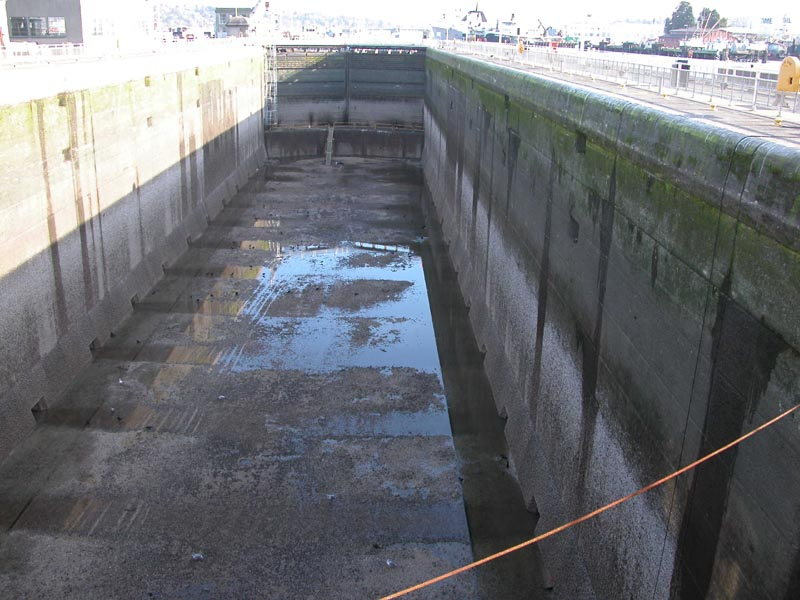
保守のために空にされた閘門、上流側の閘門扉

### 閘門の大きさによる船型の名前
閘門により通航可能な船の最大サイズが制約されるため、重要な運河が標準的な船型の名前となっている。
- パナマックス - パナマ運河を通航可能な最大の船型
- シーウェイマックス - セントローレンス海路を通航可能な最大の船型

## 中国の閘門

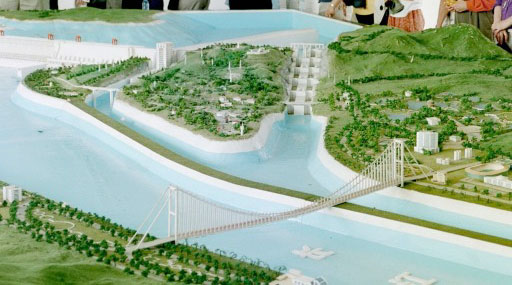
三峡ダムの模型、5段の閘門が真ん中にあり、左側に船舶用エレベーターがある

中国の長江にある三峡ダムでは、2つの5段階段形閘門があり、10,000トンの船が通行できる。これに加えて1回の動作で3,000トンの船を昇降させることのできる船舶用エレベーターが2016年7月より稼働している。

## 日本の閘門

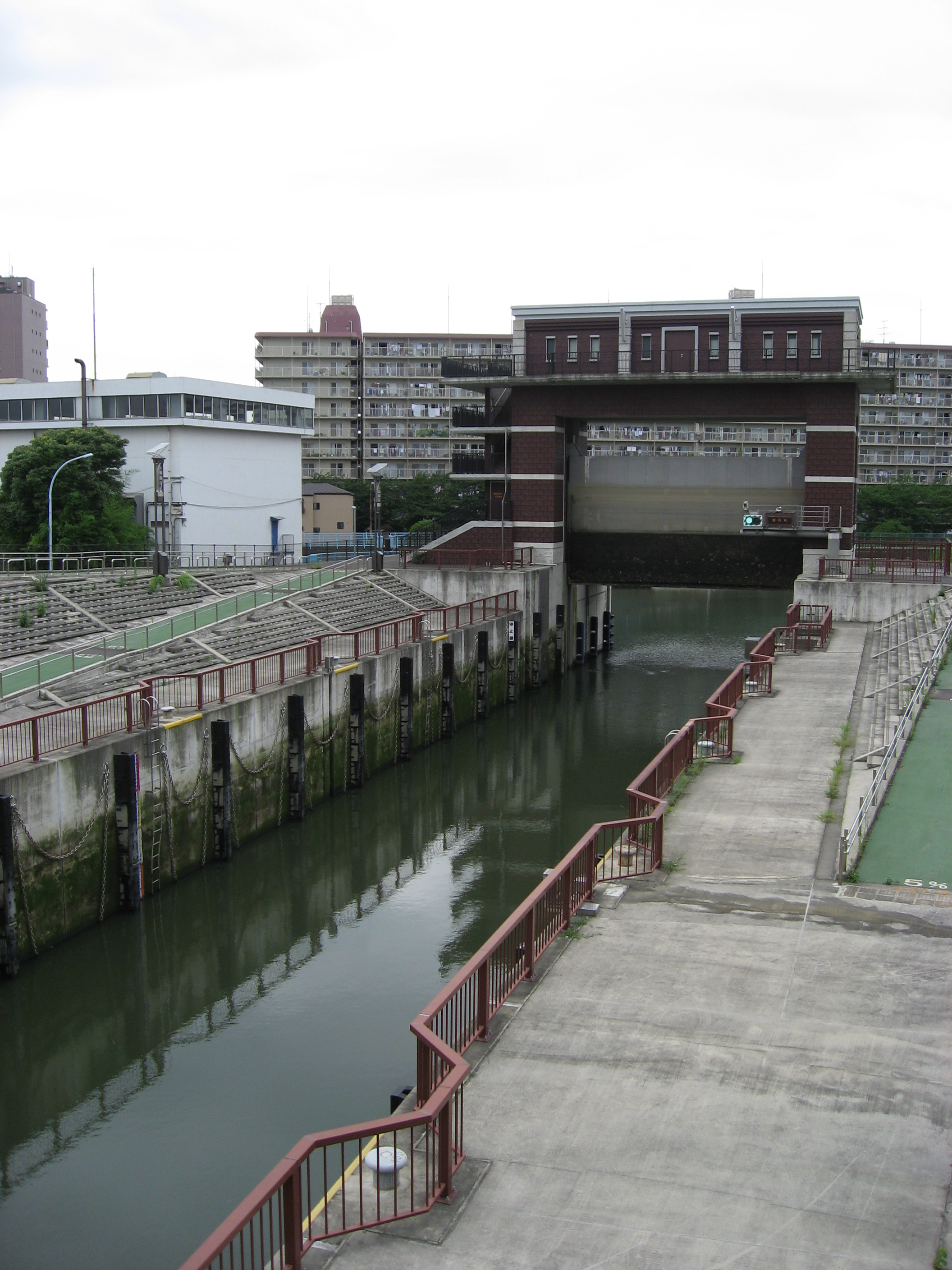
荒川ロックゲート（手前が荒川、奥が旧中川）

日本にも数多くの閘門が存在し、いまも稼働している。明治から戦前に完成した閘門は、重要文化財や産業遺産などに指定されているものも多い。
- 石井閘門 - 宮城県石巻市。北上川にある閘門。1880年（明治13年）に完成した、日本初の西洋式の本格的な閘門。現在日本国内で稼動する閘門の中では最古のものであり、国の重要文化財に指定されている。
- 脇谷閘門 - 宮城県石巻市。1931年12月竣工。北上川本川と旧北上川間の船の通行のために、脇谷洗堰に併設された。
- 関宿水閘門 - 茨城県五霞町。1927年（昭和2年）に完成。利根川と江戸川分派点付近の江戸川の流頭部にあり、江戸川の流量を制御するための水門も併設されている。2003年（平成15年）に土木学会選奨土木遺産に選定。
- 見沼通船堀 - 埼玉県さいたま市。見沼代用水と芝川とを結ぶ世界的に見ても最古級の[要出典]閘門式運河である。1731年（享保16年）に作られた。昭和初期以降から使用されておらず、現在はさいたま市緑区にその復元された遺構が残る。1982年（昭和57年）、国の史跡に指定された。

2基の水門（Flash Gate) が対峙しているが閘門式とは言えない。閘門式は Gate に取り付けられた Paddle と呼ばれる小窓または配管で上下の閘室または水域の水位を等しくした後 Gate を開けて船が次の水域に出る。水位が等しいので労力（動力）は小さくて済む。見沼通船堀は、水位の調整をせず20人もの人力で流れに逆らって曳き上げる（または下ろす）方式で、閘門式で求められる大きな特徴（両水域の水位が等しいので流れに逆らわない）を満足していない。
- 荒川ロックゲート - 東京都江戸川区小松川。東京都を流れる荒川と旧中川を結ぶ。大震災時などの災害時に水上交通が有効であることから改めて水路が見直されることになり、2005年10月に供用開始された比較的新しい閘門。
- 旧小松川閘門 - 荒川ロックゲートと同様の役割を持っていた閘門で、1930年（昭和5年）から1976年（昭和51年）まで運用されていた。片方のゲートが遺構として残っており、閘門としては唯一の東京都選定歴史的建造物に選定されている[49]。
- 扇橋閘門 - 東京都江東区猿江一丁目。1976年（昭和51年）完成。小名木川に設置されている。
- 中島閘門 - 富山県富山市。1934年（昭和9年）8月完成。富山駅北側付近から富山湾の河口まで南北に続く、富岩（ふがん）運河中流にあるパナマ運河式閘門。現在も運用されており、観光船が運行し往来できる（冬季運休）。国の重要文化財に指定されている。
- 牛島閘門 - 富山県富山市。中島閘門と同時着工し1934年（昭和9年）8月に同時完成。富岩運河最上流部（南端）の富岩運河環水公園（旧 船溜まり）内にあり、並行するいたち川とを結ぶ現在も運用可能なパナマ運河式閘門。国の登録有形文化財に登録されている。
- 倉安川吉井水門 - 岡山県岡山市。吉井川と倉安川とを結んでいた。吉井川側に「一の水門」、倉安川側に「二の水門」。その間に側壁で囲まれる「高瀬廻し」と呼ばれる長径約40mの楕円形の船溜まりを設け、2基の水門で吉井川と倉安川の水位を調節した。水門の上に設置された「鳥居巻き」と呼ばれるローラーが水門を上下する（いわゆる「ギロチン式」）。ギロチン式なので Paddle は必要ない。二の水門の横には番所小屋があり、高瀬舟の監視や通行料の徴収を行っていた。堅牢かつ緻密に積み上げられた花崗岩の護岸、ギロチンの綱を導く溝が穿かれた石柱など、当時の土建および石工技術の粋が駆使されている。1680年の築造は、英国運河の最初の成功例Bridgewater Canalの1761年より80年も古く、世界最古級の閘門式運河ということができる。現存するのは二の水門とその上の鳥居巻き小屋、および水をたたえた高瀬廻しのみだが、340年経った今でも痛みは目立たない。吉井川側の一の水門は洪水対策で無粋な堤防に完全に埋め込まれているのが残念である。県指定史跡に指定されている。
- 松重閘門 - 愛知県名古屋市中川区。堀川と中川運河とを結んでいた。1968年に閉鎖され、現在は閘門としては使用されていない。名古屋市の有形文化財、1993年（平成5年）には名古屋市の都市景観重要建築物等に指定されている。
- 船頭平閘門 - 愛知県愛西市立田町福原。木曽川と長良川の間をつなぐ。1899年（明治32年）に着工、1902年（明治35年）に完成した。1994年（平成6年）にはそれまでの手動から電動への近代化・改修工事が行われた。2000年（平成12年）5月には明治期に建設されて現在でも使用されている貴重な閘門であるということで重要文化財に指定された。冬季を除き、木曽川上流の葛木港より観光船が運航。一般には無料での往来解放がされている。
- 三栖閘門 - 京都府京都市伏見区。宇治川と濠川を結ぶ伏見港に1929年(昭和4年)に建設された。いまは遺構が三栖閘門資料館として開放されている。
- 毛馬閘門 -大阪府大阪市北区。淀川と旧淀川（大川）を隔てる閘門。明治40年（1907年）8月に完成した旧第一閘門は1976年（昭和51年）まで使用され、現在は重要文化財に指定されている。
- 尼崎閘門（尼ロック） - 兵庫県尼崎市西海岸町地先。日本初のパナマ運河式。物流機能としての運河を今なお支える船舶の重要な玄関口となっている。
- 下関漁港閘門 - 山口県下関市の本土と彦島を隔てる小門海峡（関門海峡小瀬戸）にあるパナマ運河式水門。1936年の設置以来、現在も稼動中。
- 三池港閘門 - 福岡県大牟田市。1908年（明治41年） 完成。2008年機械遺産に指定。2015年世界文化遺産に認定された明治日本の産業革命遺産 製鉄・製鋼、造船、石炭産業構成資産の1つ。

## 歴史と発展

### ダムと堰
古代には、河川交通が一般的であったが、河川にはもっとも小さな船でもなければ運ぶことが困難なほど浅い場所がしばしばあった。古代の人々は、ダムを建設して川の水位を上げることで、より大きな船を運航できるようになることを発見した。ダムの背後の水は、ダムの上を水がこぼれ落ちて堰になるところまで深くなる。そして大きな船を運航できるくらい水深が深くなる。このダム構造物は川に沿って、十分な水深が確保できるまで繰り返し造られた。

### フラッシュ・ロック
しかしながら、これは船を水の段差を越えてどうやって移動させるかという問題を生み出した。初期にはフラッシュ・ロック（Flash lock）という粗雑なやり方でこれに対処した。フラッシュ・ロックはダムに小さな裂け目を作り、それを素早く開けたり閉めたりするものである。イングランドのテムズ川では、裂け目に垂直な柱を立てて、これに裂け目を塞ぐ板を置いていた。
裂け目が開けられると、水がどっと流れ出し、下る方向の船が水流によって引き出され、逆に上る方向の船は人が引っ張ったりウィンチを使ったりして流れに逆らって上った。船が通過すると裂け目はすぐに塞がれた。これは、奔流を作り出して岸に乗り上げている船を離岸させるためにも使われ、その名前の由来となった。
この仕組みは特に古代の中国でよく使われ、世界中の他の多くの地域でも見られた。しかしこの方法は危険で、多くの船が奔流によって沈んでしまった。この方法では必然的に堰の上流の水位の低下をもたらすために、水流に頼っていた製粉業者にとっては不評であった。これは法的にも物理的にも、川の流れを船の航行に使いたい側と製粉に使いたい側とで紛争を引き起こし、水が不足すると河川航行は停止されることになった。中国やイングランドでは、主としてこの紛争が原因で、少ない水の消費で航行ができるパウンド・ロックが適用されることになった。

### ストーンチ
より洗練された装置は、ストーンチ (staunch) とかウォーター・ゲート (water gate) と呼ばれるもので、水門かマイター・ゲートの対でできていて、川の水位が低い時は閉鎖して水圧により閉めたままにしておくことができ、水位が低い時でも上流の浅い場所で船を浮かせることができるようにする。しかしながら、船が通過する時には上流側の水は排水管など何らかの補助装置により前もって抜く必要がある。製粉用の堰が通過すべき障害である時にはこの方法は用いられなかった。

### パウンド・ロック

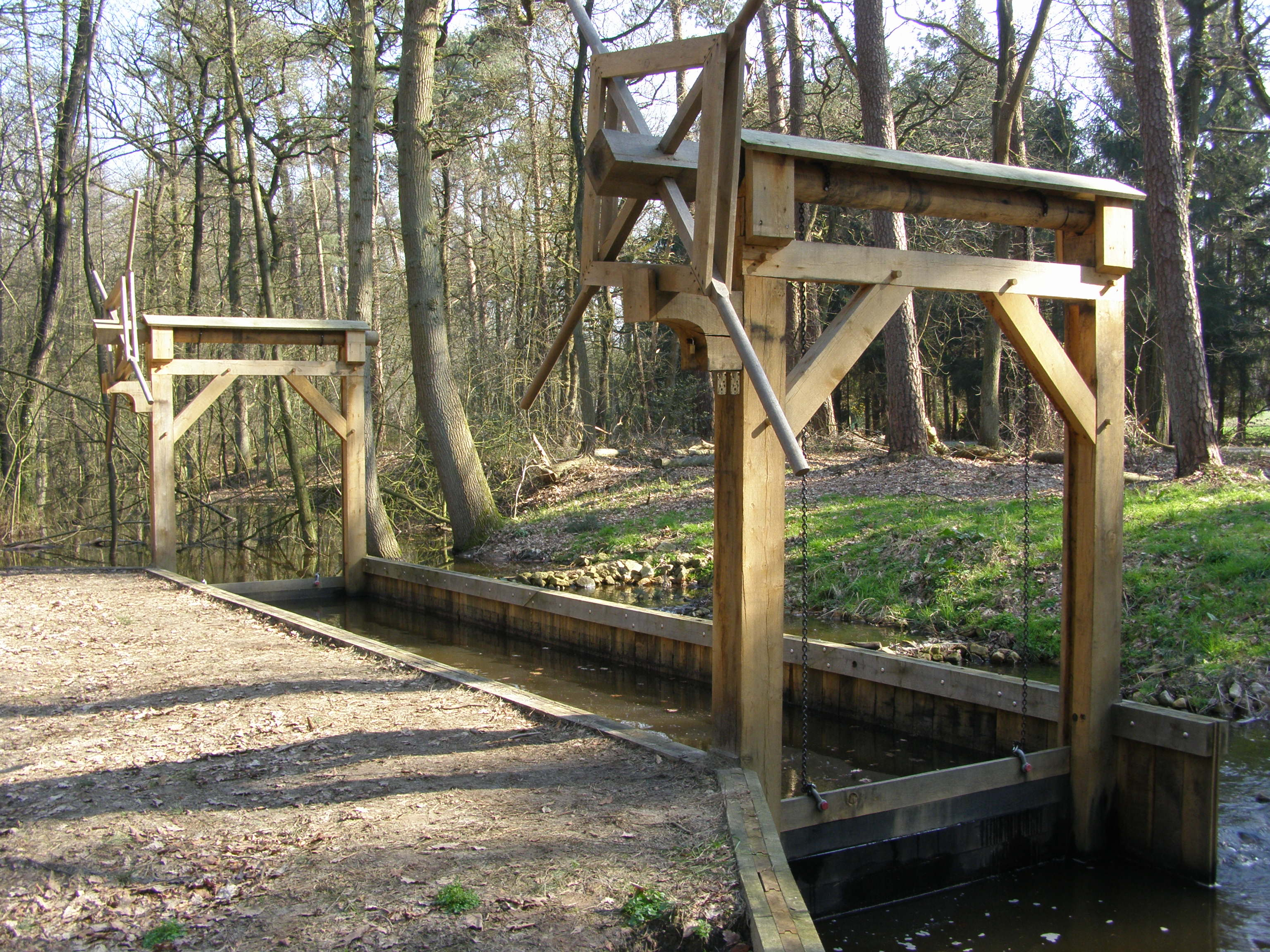
オランダのLankheetウォーター・パークに作られた、初期のパウンド・ロックの模型

ストーンチの自然な拡張は、上流側に水門を追加して、船が通過する時にそこだけ空にすれば済むようにすることである。この方式の閘門はパウンド・ロックと呼ばれ、古代の中国や中世のヨーロッパ、間接的な証拠によればローマ帝国でも使われていた可能性がある。言葉の変化について注意すれば、イギリスの運河では、閘門の間の運河の区間のことをパウンドと呼ぶ。

## 異なる水位の航進方法
上下の異なる水位間を船が航進する方法には、水閘のほかに、船と水を入れた槽ごと昇降させることで異なる水位を接続させる昇降槽や、傾斜した軌道を使って船を運ぶ斜路もある。斜路を使った船の移動は本来は川船の曳き上げや曳き下ろしに用いられた方法であり、海船が修繕のために用いる船架と同じ理屈のものである。

### インクライン

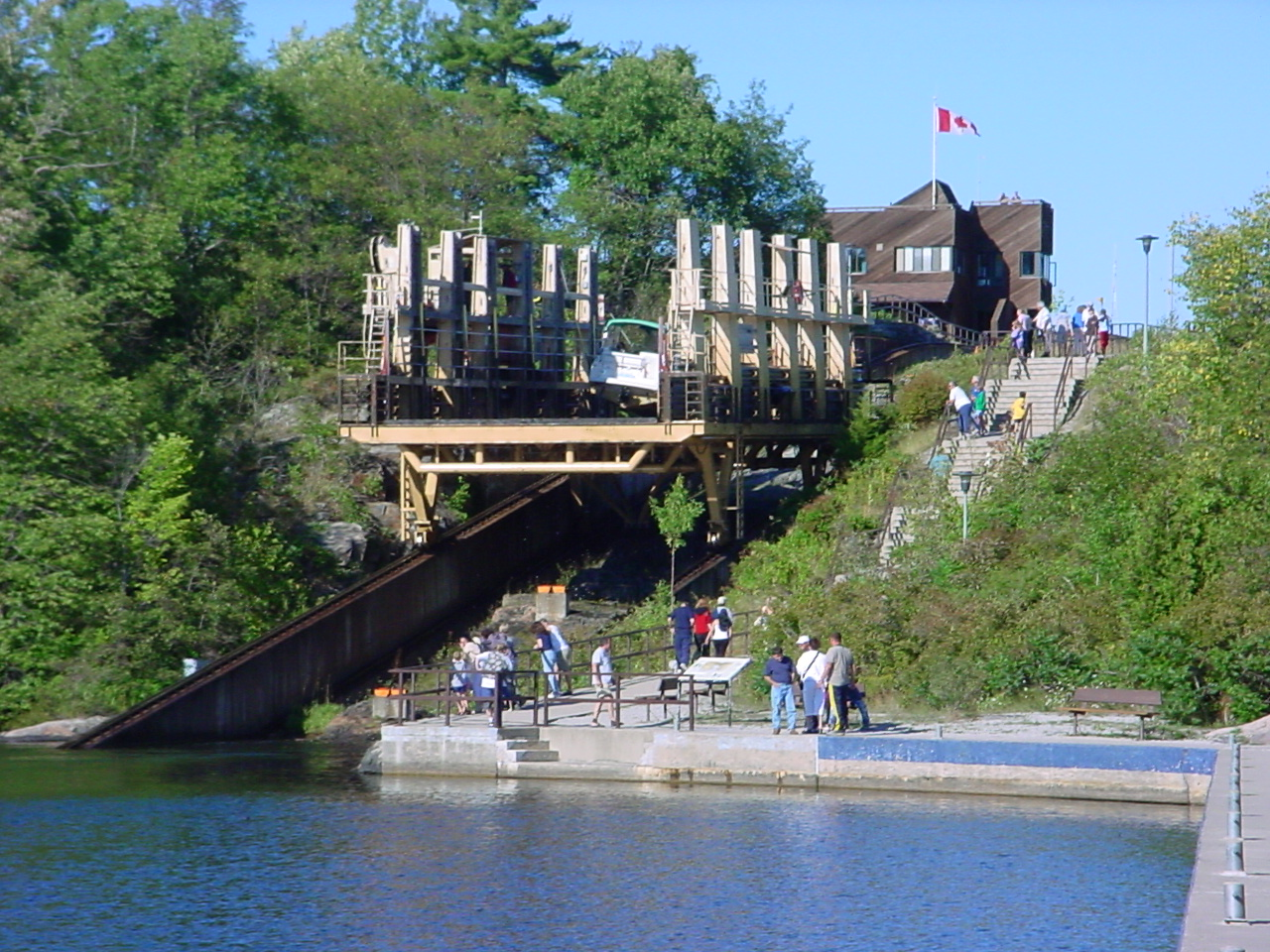
カナダ、オンタリオ州のトレント-セバーン水路にあるビッグ・チュート引き上げ船台（Big Chute Marine Railway）

インクラインは斜路を使って船を昇降するための装置で車輪付きの台車を使ってレール上を運ぶドライ方式と水を入れたタンクに船を浮かべてレール上を運ぶウェット方式がある。
初期のインクラインは台車を用いるドライ方式だった。台車は引き上げ船台 （marine railway、patent slip）という。
紀元前1000年頃の古代中国には人力あるいは家畜で引っ張って小舟を引き上げる装置が存在した。17世紀にはヨーロッパで車輪付きの台車を使った装置が提案されるようになった。19世紀初頭、運河を航行する船は馬によって曳かれる木造の艀（はしけ）だったため石造の斜路を簡単に移動でき、動力はさらに水力や蒸気機関も使われるようになった。しかし、初期のドライ方式のインクラインは、19世紀後半になるとイギリスでの鉄道の発展による運河時代の終焉で発展がみられなくなり、蒸気船の大型化で運搬も困難となっていたが、水を張ったタンクに船を入れて台車で運ぶウェット方式が使われるようになった。

### ボート・リフト
世界で最初の回転式ボート・リフト (boat lift) である、ファルカーク・ホイールは、ユニオン運河とフォース・アンド・クライド運河 (Forth and Clyde Canal) を修復する上で最重要項目となった。劇的な「ホイール」は、かつて双方の運河を結び1930年に埋め戻されたフライト・ロックを代替する21世紀の解決策を示した。フォールカーク・ホイールは、新しい閘門を設計するコンペで勝った設計であった。もともとの階段形閘門で運航されていた時に比べ、ホイールを使った船旅では100フィートの高さをわずか数分で移動できるようになった。
ビクトリア朝時代に世界で最初に建設された垂直ボート・リフトである、トレント・アンド・マージー運河とチェシャーのウィーバー川 (River Weaver) を結ぶ、アンダートンボート・リフトは、近年修理されている。世界で一番高いボート・リフトであるベルギーのStrépy-Thieu boat liftは、1,350トンの船を73.15メートル上げ下げする。

### ケーソン・ロック

ケーソン・ロックの運用

1800年頃、イングランドのサマーセット・コール運河 (Somerset Coal Canal) にケーソン・ロック (Caisson lock) を使うことが、ロバート・ウェルドン（Robert Weldon）によって提案された。この水中リフトは、閘室の長さが80フィート、深さが60フィートで、中に艀を運べる大きさの完全に密封された木製の箱が収められていた。この箱がプールの中を60フィート（18.2メートル）上下する。避けられない水漏れを除けば、閘室内から水が出て行くことはなく、運用することによる水の消費はない。その代わりに、船は箱に進入してドアを閉めて密封し、箱自体が水中を上下する。閘室の底に箱が到達した時、箱は60フィートの水の底にあり、およそ3気圧の水圧が掛かることになる。この閘門の1つはプリンス・リージェント（摂政、後のジョージ4世）に披露するために建設されたが、多くの技術的な問題があり、サマーセット・コール運河に実際に用いられることはなかった。しかしながら、1817年頃、リージェンツ運河 (Regents Canal) の、ロンドンの北のこんにちカムデン閘門 (Camden Lock) のある位置にこのケーソン・ロックが建設された。ここでも水の補給問題が動機となった。サマーセットの例に比べれば水位差はずっと小さかったものの、このシステムは間もなく通常方式の閘門に置き換えられた。商業的に成功したケーソン・ロックは今までのところ存在していない。

### ダイアゴナル・ロック
この新しいダイアゴナル・ロック（diagonal lock、「対角閘門」）という閘門の設計は、まだどの水路にも設置されていない。この提案は、運ぼうとする船に合わせられた大きさのコンクリートで造られた長いチューブを傾斜に沿って上流側と下流側を結ぶように建設する。チューブの下流側には強力な防水ドアを備え、上流側にはチューブの奥側の壁から船の長さ分だけ離れた位置に通常の水門を備えている。船の上下はチューブに上流側から水を流し込み、あるいは流しだすことで行われる。船は、ガイド用のチューブの形に合わせられた浮きやポンツーンと一緒に水の表面に浮いており、チューブの表面からの距離を保って浮くようになっている。メインのチューブから配管されているサイド・パウンドが協力して水を節約する仕組みになっている。従来のフライト・ロックや階段形閘門を置き換えることで、かなりの時間節約となることが期待されている。信頼性に疑問のあるケーソン・ロックの設計と比べて、水中に潜るケーソンの中に船を入れて運ばないというところが違っている。
ダイアゴナル・ロック・アドバイザリー・グループ (Diagonal Lock Advisory Group) がイギリスにおいて、新しい水路や従来の運河の修復の両方で、この新しい仕組みを設置できる場所をいくつかイギリスで発見している。ランカスター運河 (Lancaster Canal) のケンダル (Kendal) への修復や、グランド・ユニオン運河のベドフォード (Bedford) とミルトン・キーンズ (Milton Keynes) の間の新しく提案されている支線などで計画が検討されている。